# Casamento entre pessoas do mesmo sexo nos Estados Unidos
A disponibilidade do casamento legalmente reconhecido entre pessoas do mesmo sexo nos Estados Unidos foi inicialmente estabelecida em Massachusetts em 2004 e se expandiu para todos os cinquenta estados em 2015, por meio de diversas decisões judiciais, legislação estadual e votos populares diretos. Cada estado possui suas próprias leis de casamento, mas estas devem estar em conformidade com as decisões da Suprema Corte dos Estados Unidos, que reconhecem o casamento como um direito fundamental garantido pela Cláusula do Devido Processo Legal [en] e pela Cláusula de Proteção Igualitária da Décima Quarta Emenda da Constituição dos Estados Unidos, conforme estabelecido no caso histórico de 1967, Loving v. Virginia.
As campanhas em apoio ao casamento entre pessoas do mesmo sexo começaram na década de 1970. Em 1972, o caso  Baker v. Nelson, posteriormente anulado, resultou na recusa da Suprema Corte dos Estados Unidos em intervir. A questão ganhou destaque em 1993, quando a Suprema Corte do Havaí [en] decidiu, no caso Baehr v. Lewin [en], que era inconstitucional, sob a Constituição do Havaí [en], a restrição do casamento com base no sexo. Essa decisão levou a ações federais e estaduais para limitar o casamento entre pessoas do mesmo sexo, sendo uma das mais significativas a promulgação da Lei de Defesa do Casamento (DOMA) em 1996. Em 2003, a Suprema Corte Judicial de Massachusetts, no caso  Goodridge v. Department of Public Health, decidiu que a restrição do casamento com base no sexo era inconstitucional, de acordo com a Constituição de Massachusetts. De 2004 a 2015, à medida que o apoio público [en] ao casamento entre pessoas do mesmo sexo crescia, diversas decisões judiciais estaduais, legislações estaduais, referendos, iniciativas populares e decisões de tribunais federais resultaram na legalização do casamento entre pessoas do mesmo sexo em trinta e seis dos cinquenta estados.

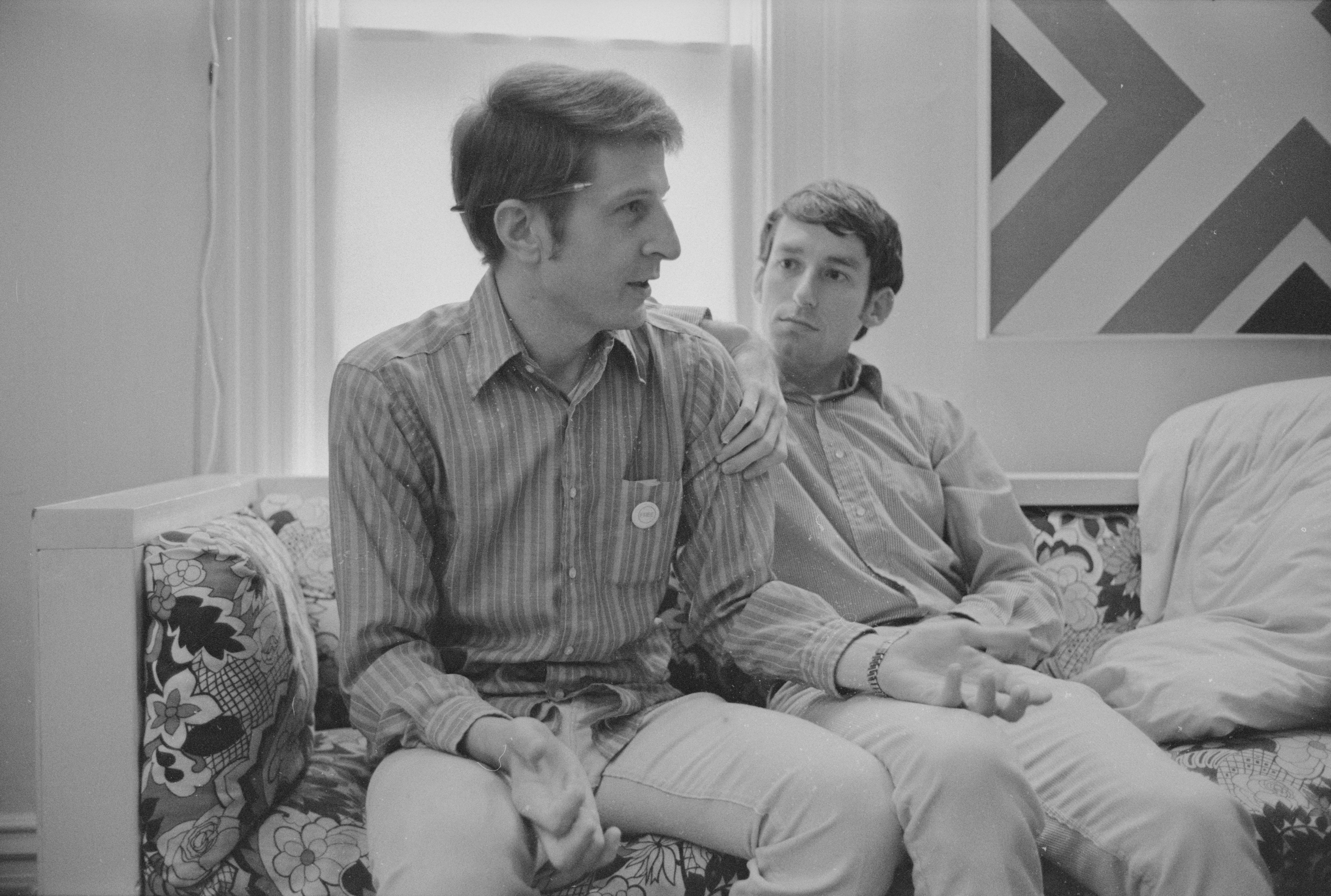
Jack Baker e Michael McConnell (d), o primeiro casal do mesmo sexo a casar legalmente nos Estados Unidos (em 1971), na sua casa em Minneapolis, 1970.

Os apoiadores mais proeminentes do casamento entre pessoas do mesmo sexo incluem organizações de direitos humanos e civis, enquanto os principais opositores são grupos religiosos, embora algumas organizações religiosas apoiem a igualdade no casamento. Nas duas primeiras décadas do século XXI, figuras de destaque do movimento pelos direitos civis, como Coretta Scott King, John Lewis, Julian Bond e Mildred Loving, expressaram seu apoio ao casamento entre pessoas do mesmo sexo. Em maio de 2012, a NAACP, principal organização afro-americana de direitos civis, declarou seu apoio ao casamento entre pessoas do mesmo sexo, reconhecendo-o como um direito civil.
Em junho de 2013, a Suprema Corte dos Estados Unidos derrubou a Lei de Defesa do Casamento (DOMA) no caso histórico United States v. Windsor, por violar a Quinta Emenda da Constituição dos Estados Unidos. Isso levou ao reconhecimento federal do casamento entre pessoas do mesmo sexo, garantindo benefícios federais para casais casados, de acordo com o estado de residência ou o estado onde o casamento foi celebrado. Em junho de 2015, a Suprema Corte decidiu, no caso Obergefell v. Hodges, que o direito fundamental de casais do mesmo sexo se casarem nas mesmas condições que casais heterossexuais, com todos os direitos e responsabilidades decorrentes, é garantido tanto pela Cláusula do Devido Processo Legal quanto pela Cláusula de Proteção Igualitária da Décima Quarta Emenda da Constituição dos Estados Unidos. Em 13 de dezembro de 2022, o DOMA foi revogado e substituído pelo Lei de Respeito ao Casamento, que reconhece e protege os casamentos entre pessoas do mesmo sexo e inter-raciais sob a lei federal e nas relações interestaduais.
A pesquisa da Gallup revelou que o apoio público ao casamento entre pessoas do mesmo sexo aumentou significativamente, atingindo 50% em 2011, 60% em 2015 e 70% em 2021. No Censo de 2020 dos Estados Unidos, os casais do mesmo sexo representaram 0,5% de todas as residências do país, enquanto os casais solteiros do mesmo sexo representaram 0,4%.
Um estudo nacional realizado de janeiro de 1999 a dezembro de 2015 revelou que a legalização do casamento entre pessoas do mesmo sexo foi associada a uma redução significativa na taxa de tentativas de suicídio entre adolescentes, com o efeito sendo mais pronunciado entre adolescentes com orientações sexuais minoritárias. Estima-se que cerca de 134.000 adolescentes a menos tentaram suicídio anualmente nos Estados Unidos após a legalização do casamento entre pessoas do mesmo sexo.

## Histórico

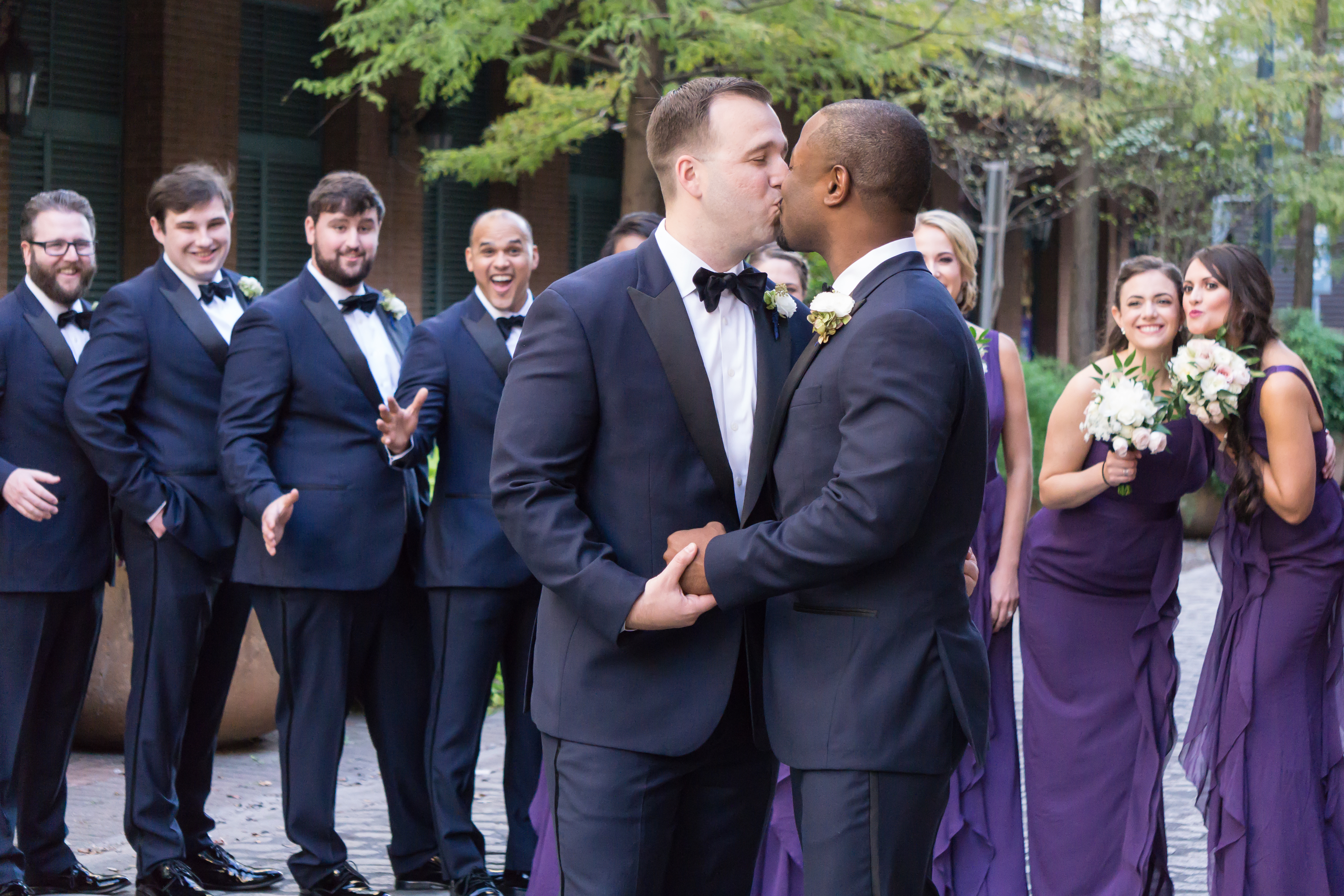
Um casal recém-casado do mesmo sexo celebra o seu casamento em Nova Orleães em 2017.

A história do casamento entre pessoas do mesmo sexo nos Estados Unidos remonta ao início da década de 1970, quando surgiram as primeiras ações judiciais buscando o reconhecimento legal dos relacionamentos entre pessoas do mesmo sexo. Embora essas ações não tenham sido bem-sucedidas, elas chamaram a atenção pública para a questão dos direitos e benefícios do casamento civil para casais do mesmo sexo. A questão ganhou crescente relevância política após a decisão da Suprema Corte do Havaí em 1993 no caso Baehr v. Miike, que sugeriu que a proibição estadual do casamento entre pessoas do mesmo sexo poderia ser inconstitucional. Essa decisão gerou ações em nível federal e estadual para reforçar a restrição ao casamento, sendo a mais importante delas a promulgação da Lei de Defesa do Casamento (DOMA) em nível federal.
Em 17 de maio de 2004, Massachusetts tornou-se o primeiro estado dos EUA a legalizar o casamento entre pessoas do mesmo sexo, após a decisão da Suprema Corte Judicial no caso Goodridge v. Department of Public Health. Massachusetts foi a sexta jurisdição no mundo a adotar essa medida. Assim como o caso do Havaí, a legalização do casamento entre pessoas do mesmo sexo em Massachusetts gerou uma reação por parte dos opositores, resultando na implementação de novas restrições legais em diversos estados. O movimento em prol do casamento entre pessoas do mesmo sexo continuou a crescer, levando a ações judiciais em todos os estados que ainda proibiam o casamento entre casais do mesmo sexo até o final de 2014.
Até o final de 2014, o casamento entre pessoas do mesmo sexo já havia sido legalizado em estados que representavam mais de 70% da população dos Estados Unidos. Em muitos casos, a legalização ocorreu por meio de decisões de tribunais estaduais ou da aprovação de legislação estadual, mas, frequentemente, foi o resultado de decisões de tribunais federais. Em 6 de novembro de 2012, Maine, Maryland e Washington tornaram-se os primeiros estados a legalizar o casamento entre pessoas do mesmo sexo por meio de voto popular. Além disso, o casamento entre pessoas do mesmo sexo já havia sido legalizado no Distrito de Colúmbia e em 21 nações tribais nativas americanas [en].
A decisão da Suprema Corte dos EUA, em junho de 2013, no caso United States v. Windsor, que derrubou a DOMA e permitiu o reconhecimento federal do casamento entre pessoas do mesmo sexo, proporcionou um impulso significativo às ações judiciais que questionavam as proibições estaduais. Após essa decisão, a maioria dos tribunais distritais e tribunais de apelação dos EUA considerou inconstitucionais as proibições estaduais ao casamento entre pessoas do mesmo sexo, assim como vários tribunais estaduais. As exceções ocorreram em tribunais estaduais no Tennessee, tribunais federais em Louisiana e Porto Rico, e no Tribunal de Apelações dos EUA para o Sexto Circuito, cuja decisão foi eventualmente revista pela Suprema Corte.
Em 26 de junho de 2015, a Suprema Corte dos EUA, no histórico caso Obergefell v. Hodges, derrubou todas as proibições estaduais ao casamento entre pessoas do mesmo sexo, legalizando-o em todos os cinquenta estados. A decisão também exigiu que os estados reconhecessem as licenças de casamento entre pessoas do mesmo sexo emitidas por outros estados. Com isso, os Estados Unidos tornaram-se o 17º país do mundo e o segundo da América do Norte, depois do Canadá, a permitir o casamento entre pessoas do mesmo sexo em todo o território nacional.

## Questões legais

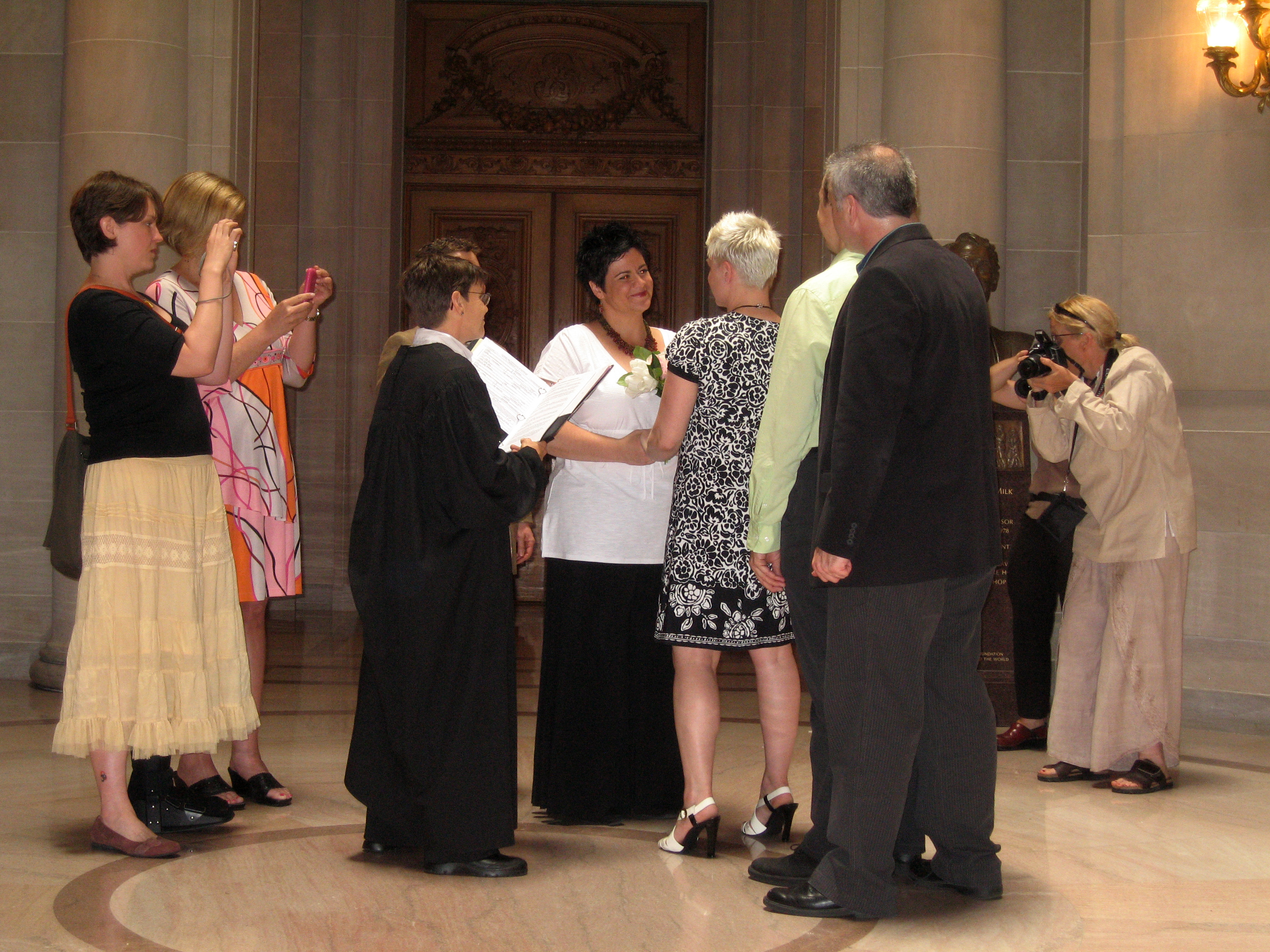
Casamento de um casal do mesmo sexo realizado na Câmara Municipal de São Francisco em junho de 2008.

As questões jurídicas relacionadas ao casamento entre pessoas do mesmo sexo nos Estados Unidos são moldadas pelo sistema federal de governo, no qual o status de uma pessoa, incluindo o estado civil, é em grande parte determinado pelos estados individuais. Até 1996, o governo federal não estabelecia uma definição para o casamento, e qualquer casamento reconhecido por um estado também era reconhecido em outros estados, mesmo que o casamento não fosse aceito por alguns estados. Um exemplo disso é o casamento inter-racial, que, até 1967, era proibido por alguns estados, apesar de ser legalmente reconhecido em outros.
Antes de 2004, o casamento entre pessoas do mesmo sexo não era realizado nem reconhecido em nenhuma jurisdição dos EUA. No entanto, ao longo dos anos seguintes, passou a ser legalizado e reconhecido em diferentes jurisdições por meio de legislação, decisões judiciais, resoluções de conselhos tribais e referendos populares.
A decisão da Suprema Corte no caso Obergefell v. Hodges, em 2015, resolveu as questões legais interestaduais relacionadas ao casamento entre pessoas do mesmo sexo, determinando que todos os estados deveriam permitir o casamento de casais do mesmo sexo e reconhecer os casamentos de casais do mesmo sexo realizados em outros estados. Essa decisão garantiu a legalização do casamento entre pessoas do mesmo sexo em todo o território dos Estados Unidos, resolvendo as discrepâncias legais que existiam entre os estados.

### Lei federal

Situação do casamento entre pessoas do mesmo sexo nos Estados Unidos.
Realizado e reconhecido
Reconhecido quando realizado em outro lugar
Reconhecida pelos governos estadual e federal, mas não pelo governo regional

De acordo com o Gabinete de Responsabilização do Governo (GAO), em 2004, 1.138 direitos e proteções federais eram concedidos aos cidadãos dos EUA após o casamento. Essas áreas incluíam benefícios da Previdência Social [en], benefícios para veteranos, seguro de saúde, Medicaid, visitação hospitalar, impostos sobre heranças, poupança para aposentadoria, pensões, licença familiar e leis de imigração.
Desde 9 de julho de 2015, os casais do mesmo sexo casados nos Estados Unidos passaram a ter acesso igualitário a todos os benefícios federais que estavam disponíveis para casais heterossexuais.
A Lei de Defesa do Casamento (DOMA), promulgada em 1996, teve duas seções principais. A Seção 2 da DOMA afirmava que nenhum estado era obrigado a reconhecer um casamento entre pessoas do mesmo sexo, mesmo que fosse legalmente reconhecido em outro estado, isentando os estados da sua obrigação recíproca de honrar as leis de outros estados, conforme estipulado pela Cláusula de Plena Fé e Crédito da Constituição [en]. Antes da DOMA, alguns estados já se recusavam a reconhecer casamentos de outras jurisdições se isso fosse contra suas “políticas públicas fortemente defendidas”. A maioria das ações judiciais que buscavam exigir o reconhecimento de casamentos realizados em outros estados baseava-se em argumentos de proteção igualitária e devido processo legal, e não na Cláusula de Plena Fé e Crédito.
A Seção 3 da DOMA definia o casamento, para fins da lei federal, como a união de um homem e uma mulher. Essa seção foi contestada nos tribunais federais e, em 8 de julho de 2010, o juiz Joseph Tauro [en], do Tribunal Distrital de Massachusetts, decidiu que a negação de direitos e benefícios federais a casais do mesmo sexo legalmente casados em Massachusetts era inconstitucional, com base na Cláusula de Proteção Igualitária da Constituição dos EUA. A partir de 2010, oito tribunais federais consideraram a Seção 3 da DOMA inconstitucional em casos que envolviam falências, benefícios a funcionários públicos, impostos sobre heranças e imigração. Em 18 de outubro de 2012, o Tribunal de Apelações do Segundo Circuito foi o primeiro a considerar a orientação sexual como uma classificação quase suspeita, aplicando o escrutínio intermediário para declarar a Seção 3 da DOMA inconstitucional no caso Windsor v. United States. A Suprema Corte dos EUA decidiu, em 26 de junho de 2013, que a Seção 3 da DOMA violava a Quinta Emenda da Constituição.
Como resultado da decisão em Windsor, casais do mesmo sexo legalmente casados têm acesso a benefícios fiscais federais (como a possibilidade de apresentar declarações conjuntas de imposto de renda federal), benefícios militares, benefícios federais de emprego e benefícios de imigração. Em fevereiro de 2014, o Departamento de Justiça expandiu o reconhecimento federal dos casamentos entre pessoas do mesmo sexo para incluir falências, visitas a presos, benefícios de sobrevivência e a recusa em testemunhar contra um cônjuge. Em junho de 2014, os benefícios de licença médica familiar, previstos pela Lei de Licença Médica Familiar de 1975, também foram estendidos aos casais do mesmo sexo. Os casais do mesmo sexo passaram a ser elegíveis para benefícios completos da Administração de Veteranos (VA) e da Administração da Previdência Social (SSA). Antes da decisão da Suprema Corte no caso Obergefell v. Hodges (2015), a VA e a SSA só podiam oferecer benefícios limitados aos casais do mesmo sexo que moravam em estados onde o casamento entre pessoas do mesmo sexo não era legal. A partir de 27 de março de 2015, a definição de "cônjuge" na Lei de Licença Médica e Familiar de 1993 foi ampliada para incluir funcionários casados com pessoas do mesmo sexo, independentemente do estado de residência. Após a decisão de Obergefell, todos os benefícios federais de casamento passaram a ser estendidos a casais do mesmo sexo em todos os estados.
O governo federal também reconheceu os casamentos entre pessoas do mesmo sexo que ocorreram em estados onde o casamento foi legalizado temporariamente, como em Michigan, e nos casamentos realizados em Utah de 20 de dezembro de 2013 a 6 de janeiro de 2014, antes que o estado os invalidasse. No entanto, não se posicionou sobre os casamentos realizados em Indiana e Wisconsin em períodos temporários, embora os tenha reconhecido quando os estados anunciaram que o fariam. Antes da decisão de Obergefell, o governo federal não tinha se posicionado sobre casamentos realizados em Arkansas.
A Lei Estadual de Defesa do Casamento foi proposta no Congresso para exigir que o governo federal seguisse as leis estaduais em relação ao casamento entre pessoas do mesmo sexo, mas nunca foi aprovada.
Os opositores do casamento entre pessoas do mesmo sexo tentaram impedir que os estados reconhecessem as uniões entre pessoas do mesmo sexo, inclusive com propostas para alterar a Constituição dos Estados Unidos, restringindo o casamento às uniões heterossexuais. Em 2006, a Emenda Federal do Casamento [en] foi debatida no Senado, mas derrotada. Em 2014, a Câmara dos Deputados do Alabama propôs uma resolução convocando uma convenção constitucional para propor uma emenda que proibisse o casamento entre pessoas do mesmo sexo em todo o país.
Em 2022, o juiz Clarence Thomas mencionou Obergefell v. Hodges como um caso que deveria ser reavaliado em sua concordância com a decisão de Dobbs v. Jackson Women's Health Organization, que anulou Roe v. Wade. Para proteger o direito ao casamento entre pessoas do mesmo sexo, o Congresso aprovou a Lei de Respeito ao Casamento, que revogou a DOMA e protegeu os casamentos entre pessoas do mesmo sexo e inter-raciais. A lei foi aprovada pela Câmara dos Deputados em julho de 2022, depois pelo Senado em dezembro do mesmo ano, e sancionada pelo presidente Joe Biden em 13 de dezembro de 2022.

### Reconhecimento estadual e territorial
Os casamentos entre pessoas do mesmo sexo são legalmente licenciados e reconhecidos em todos os estados dos Estados Unidos, no Distrito de Colúmbia e em todos os territórios dos EUA, exceto na Samoa Americana. De acordo com a Lei de Respeito ao Casamento, a Samoa Americana é obrigada a reconhecer os casamentos entre pessoas do mesmo sexo que foram legalmente realizados em outras jurisdições.
No entanto, ao longo dos anos, alguns estados e condados enfrentaram resistência, com algumas autoridades locais tentando não cumprir as decisões da Suprema Corte que legalizaram o casamento entre pessoas do mesmo sexo. Um exemplo notável disso ocorreu em 2016, quando Roy Moore [en], presidente do Supremo Tribunal do Alabama, emitiu uma decisão proibindo as autoridades estaduais de emitir licenças de casamento para casais do mesmo sexo. Embora sua decisão não tenha tido efeito prático, já que a maioria dos condados no Alabama continuou a emitir licenças de casamento, Moore foi posteriormente acusado de violações éticas e suspenso do cargo até o fim de seu mandato em setembro de 2016.

#### Condados que não emitem licenças de casamento
Apesar de algumas tentativas de resistência, a partir de 2020 não há condados nos EUA que se recusem a registrar ou emitir licenças de casamento para casais do mesmo sexo. Em algumas jurisdições, houve resistência inicial, mas as autoridades acabaram se adaptando à legalidade dos casamentos entre pessoas do mesmo sexo após a mudança das leis. Um exemplo disso é o condado de Irion, no Texas, que inicialmente alegou que se recusaria a emitir licenças de casamento para casais do mesmo sexo. No entanto, em 2020, a escrivã do condado declarou que passaria a emitir licenças de casamento para casais do mesmo sexo e que os formulários disponíveis no site do escritório não teriam restrições quanto ao gênero dos requerentes.
No Alabama, vários condados inicialmente pararam de emitir licenças de casamento para evitar a emissão para casais do mesmo sexo, mas esse número caiu para apenas oito condados em 2017. Isso foi possível graças a uma lei de 1961, que permitia a não emissão de licenças por funcionários do condado. Em 2019, o estado aprovou uma nova legislação que substituiu as licenças de casamento por certidões de casamento, e a partir de agosto de 2019, todos os condados voltaram a permitir o casamento de casais do mesmo sexo.
Em Kentucky, houve uma situação semelhante em que vários condados se recusaram a emitir licenças de casamento para casais do mesmo sexo, mas o estado reformou seus formulários de licença e removeu o nome do escrivão dos documentos. Com isso, em junho de 2016, foi declarado que não havia mais condados onde as licenças de casamento estavam sendo negadas.

#### Direitos dos pais
Após a decisão de Obergefell, seis estados tentaram, de diversas formas, limitar os direitos de adoção de casais do mesmo sexo, em diferentes graus. Em estados como Arkansas, Flórida, Indiana e Wisconsin, casais do mesmo sexo foram impedidos de ter os nomes de ambos os pais registrados na certidão de nascimento de seus filhos. No caso V.L. v. E.L. [en], a Suprema Corte do Alabama tentou anular uma adoção legalmente realizada por um casal do mesmo sexo na Geórgia, mas a decisão foi revertida pela Suprema Corte dos EUA em 7 de março de 2016, restaurando a guarda conjunta para a mãe adotiva.
No Mississippi, uma lei que proibia a adoção por casais do mesmo sexo foi declarada inconstitucional pelo Tribunal Distrital dos Estados Unidos para o Distrito Sul do Mississippi [en] em 31 de março de 2016, tornando a adoção por casais do mesmo sexo legal em todos os 50 estados.
Em 26 de junho de 2017, a Suprema Corte dos EUA, em uma decisão de 6 a 3 no caso Pavan v. Smith, determinou que, conforme a decisão em Obergefell, os casais do mesmo sexo devem ser tratados da mesma forma que casais heterossexuais no que se refere à emissão de certidões de nascimento. Em dezembro de 2016, a Suprema Corte do Arkansas havia mantido uma lei estadual que permitia que apenas casais heterossexuais fossem automaticamente listados como pais nas certidões de nascimento, enquanto os casais do mesmo sexo eram impedidos de ter a mesma permissão. A Suprema Corte dos EUA reverteu essa decisão, afirmando que a desigualdade de tratamento violava o princípio estabelecido em Obergefell.

### Lei tribal

Leis estaduais relativas ao casamento entre pessoas do mesmo sexo nos Estados Unidos antes de Obergefell v. Hodges.
Casamento entre pessoas do mesmo sexo é legal (inclusive por decisão judicial)
Proibição do casamento entre pessoas do mesmo sexo anulada, decisão mantida indefinidamente
Proibição do casamento entre pessoas do mesmo sexo em locais onde o tribunal federal considerou inconstitucionais proibições semelhantes
Proibição do casamento entre pessoas do mesmo sexo
Legalidade do casamento entre pessoas do mesmo sexo dificultada

A decisão da Suprema Corte dos Estados Unidos que legalizou o casamento entre pessoas do mesmo sexo nos estados e territórios não se aplicou automaticamente às nações tribais nativas americanas. Nos Estados Unidos, o Congresso, e não os tribunais federais, detém a autoridade legal sobre as reservas indígenas. Assim, a menos que o Congresso promulgue uma legislação federal sobre o casamento entre pessoas do mesmo sexo nas reservas, as tribos reconhecidas pelo governo federal têm o direito de criar suas próprias leis relacionadas ao casamento. Na época da decisão de Obergefell, 25 nações tribais já reconheciam legalmente o casamento entre pessoas do mesmo sexo. Algumas tribos estabeleceram legislações específicas sobre relacionamentos entre pessoas do mesmo sexo, enquanto outras definiram que a legislação estadual e as jurisdições externas se aplicam aos casamentos dentro de suas reservas. Desde abril de 2022, pelo menos 47 nações tribais passaram a reconhecer legalmente o casamento entre pessoas do mesmo sexo.

### Leis locais anteriores aObergefell v. Hodges
Antes da decisão Obergefell, o casamento entre pessoas do mesmo sexo era legal, pelo menos em parte, em 38 estados, em Guam (território dos EUA) e no Distrito de Colúmbia. No entanto, estados como Missouri, Kansas e Alabama tinham restrições significativas. Até o caso United States v. Windsor, o casamento entre pessoas do mesmo sexo era legal em apenas 12 estados e no Distrito de Colúmbia. Após a decisão de Windsor em julho de 2013, mais de 40 tribunais federais e estaduais citaram essa decisão para derrubar proibições estaduais que impediam o licenciamento ou o reconhecimento de casamentos entre pessoas do mesmo sexo.
No Missouri, o estado começou a reconhecer casamentos entre pessoas do mesmo sexo realizados fora do estado e aqueles licenciados na cidade de St. Louis, com base em duas ordens judiciais estaduais. No Kansas, licenças de casamento estavam disponíveis para casais do mesmo sexo na maioria dos condados, mas o estado não reconhecia sua validade. No Alabama, alguns condados emitiram licenças de casamento para casais do mesmo sexo por cerca de três semanas, até que a Suprema Corte estadual ordenou que os juízes de sucessões interrompessem a emissão. A decisão judicial não tratou da validade de casamentos já realizados, mas referiu-se a eles como "supostas 'licenças de casamento'". Em Michigan e Arkansas, as proibições estaduais foram derrubadas temporariamente, permitindo que os casamentos entre pessoas do mesmo sexo fossem realizados e posteriormente reconhecidos. No Arkansas, mais de 500 licenças de casamento foram emitidas para casais do mesmo sexo, mas o governo federal não havia se posicionado sobre essas licenças.
| Estado ou território | População                                 | Data de promulgação/decisão              | Data efetiva                             | Método de legalização | Detalhes |
| -------------------- | ----------------------------------------- | ---------------------------------------- | ---------------------------------------- | --- | --- |
| Alasca               | 736.732                                   | 12 de outubro de 2014                    | 17 de outubro de 2014                    | Decisão do tribunal federal | Decisão do Tribunal Distrital dos EUA para o Distrito do Alasca em Hamby v. Parnell. |
| Arizona              | 6.731.484                                 | 17 de outubro de 2014                    | 17 de outubro de 2014                    | Decisão do tribunal federal | Decisão do Tribunal Distrital dos Estados Unidos para o Distrito do Arizona em Connolly v. Jeanes e em Majors v. Horne. |
| Califórnia           | 38.802.500                                | 15 de maio de 2008                       | 16 de junho de 2008                      | Decisão do tribunal estadual → anulada por proibição constitucional                                                                 | Decisão da Suprema Corte da Califórnia em In re Marriage Cases. Cessou por meio de emenda constitucional estadual após a aprovação da Proposta 8 em 5 de novembro de 2008. |
| Califórnia           | 38.802.500                                | 4 de agosto de 2010                      | 28 de junho de 2013                      | Decisão do tribunal federal → estatuto legislativo                                                                                  | Decisão do Tribunal Distrital dos EUA para o Distrito Norte da Califórnia em Perry v. Schwarzenegger, considerando a Proposta 8 inconstitucional. Suspensa durante a apelação, confirmada pelo Tribunal de Apelações do Nono Circuito como Perry v. Brown. Certiorari concedido e apelado como Hollingsworth v. Perry para a Suprema Corte dos EUA; o tribunal superior rejeitou Hollingsworth por falta de legitimidade e desocupou a decisão do Nono Circuito abaixo, deixando intacta a decisão original em Perry. O projeto de lei de casamento com gênero neutro aprovado pelo Legislativo do Estado da Califórnia e assinado como lei pelo Governador da Califórnia entrou em vigor em 1º de janeiro de 2015. |
| Carolina do Norte    | 9.943.964                                 | 10 de outubro de 2014                    | 10 de outubro de 2014                    | Decisão do tribunal federal → estatuto legislativo                                                                                  | Decisão do Tribunal Distrital dos EUA para o Distrito Ocidental da Carolina do Norte no caso General Synod of the United Church of Christ v. Cooper e codificada por lei desde 12 de julho de 2017. |
| Carolina do Sul      | 4.832.482                                 | 12 de novembro de 2014                   | 20 de novembro de 2014                   | Decisão do tribunal federal | Decisão do Tribunal Distrital dos EUA para o Distrito da Carolina do Sul em Condon v. Haley. |
| Colorado             | 5.355.866                                 | 9 de julho de 2014                       | 7 de outubro de 2014                     | Decisão do tribunal estadual → estatuto legislativo                                                                                 | Decisão do tribunal distrital do Colorado em Brinkman v. Long e codificada por lei desde 2 de agosto de 2019. |
| Colorado             | 5.355.866                                 | 23 de julho de 2014                      | 7 de outubro de 2014                     | Decisão de tribunal federal → estatuto legislativo                                                                                  | Decisão do Tribunal Distrital dos EUA para o Distrito do Colorado em Burns v. Hickenlooper e codificada por lei desde 2 de agosto de 2019. |
| Connecticut          | 3.596.677                                 | 10 de outubro de 2008                    | 12 de novembro de 2008                   | Decisão de tribunal estadual → estatuto legislativo                                                                                 | Decisão da Suprema Corte de Connecticut em Kerrigan v. Commissioner of Public Health e codificada por lei desde 1º de outubro de 2010. |
| Delaware             | 935.614                                   | 7 de maio de 2013                        | 1º de julho de 2013                      | Estatuto legislativo | Aprovado pela Assembleia Geral de Delaware e assinado como lei pelo Governador de Delaware. |
| Distrito de Colúmbia | 658.893                                   | 18 de dezembro de 2009                   | 9 de março de 2010                       | Estatuto legislativo | Aprovado pelo Conselho do Distrito de Colúmbia. |
| Flórida              | 19.893,297                                | 21 de agosto de 2014                     | 6 de janeiro de 2015                     | Decisão do tribunal federal | Decisão do Tribunal Distrital dos EUA para o Distrito Norte da Flórida em Brenner v. Scott. |
| Guam                 | 165.124 (não incluído na população total) | 5 de junho de 2015                       | 9 de junho de 2015                       | Precedente vinculante de tribunal federal → ações de funcionários territoriais → decisão de tribunal federal → estatuto legislativo | A Procuradora Geral Elizabeth Barrett-Anderson adiou o precedente de controle estabelecido pelo Tribunal de Apelações do Nono Circuito em Latta v. Otter, ordenando que as licenças de casamento para casais do mesmo sexo fossem processadas imediatamente a partir de 15 de abril de 2015. Decisão do Tribunal Distrital de Guam em Aguero v. Calvo, mantendo a decisão anterior do Nono Circuito e codificada estatutariamente desde 27 de agosto de 2015. |
| Havaí                | 1.419.561                                 | 13 de novembro de 2013                   | 2 de dezembro de 2013                    | Estatuto legislativo | Lei de Igualdade de Casamento do Havaí aprovada pelo Legislativo do Estado do Havaí e sancionada pelo Governador do Havaí. |
| Idaho                | 1.634.464                                 | 7 de outubro de 2014                     | 15 de outubro de 2014                    | Decisão do tribunal federal | Decisão do Tribunal Distrital dos EUA para o Distrito de Idaho em Latta v. Otter, confirmada pelo Nono Circuito. |
| Illinois             | 12.880.580                                | 20 de novembro de 2013                   | 1 de junho de 2014                       | Estatuto legislativo | Aprovada pela Assembleia Geral de Illinois e assinada como lei pelo Governador de Illinois. |
| Indiana              | 6.596.855                                 | 4 de setembro de 2014                    | 6 de outubro de 2014                     | Decisão do tribunal federal | Decisão do Tribunal Distrital dos EUA para o Distrito Sul de Indiana em Baskin v. Bogan. O Tribunal de Apelações do Sétimo Circuito confirmou a decisão do tribunal distrital. |
| Iowa                 | 3.107.126                                 | 3 de abril de 2009                       | 27 de abril de 2009                      | Decisão do tribunal estadual | Decisão da Suprema Corte de Iowa em Varnum v. Brien. Um casal do mesmo sexo obteve uma licença de casamento e se casou antes que a decisão inicial fosse suspensa. |
| Maine                | 1.330.089                                 | 6 de novembro de 2012                    | 29 de dezembro de 2012                   | Estatuto da iniciativa | Proposta por iniciativa como referendo Questão 1, aprovada. |
| Maryland             | 5.976.407                                 | 6 de novembro de 2012                    | 1 de janeiro de 2013                     | Estatuto legislativo → referendo | Lei de Proteção ao Casamento Civil aprovada pela Assembleia Geral de Maryland; peticionada para referendo Questão 6, mantida. |
| Massachusetts        | 6.745.408                                 | 18 de novembro de 2003                   | 17 de maio de 2004                       | Decisão do tribunal estadual | Decisão da Suprema Corte Judicial de Massachusetts em Goodridge v. Department of Public Health. |
| Minnesota            | 5.457.173                                 | 14 de maio de 2013                       | 1 de agosto de 2013                      | Estatuto legislativo | Aprovado pelo Legislativo de Minnesota e assinado como lei pelo Governador de Minnesota. |
| Montana              | 1.023.579                                 | 19 de novembro de 2014                   | 19 de novembro de 2014                   | Decisão do tribunal federal | Decisão do Tribunal Distrital dos EUA para o Distrito de Montana em Rolando v. Fox. |
| Nevada               | 2.839.099                                 | 7 de outubro de 2014                     | 9 de outubro de 2014                     | Decisão do tribunal federal → estatuto legislativo                                                                                  | Decisão do Tribunal de Apelações do Nono Circuito em Sevcik v. Sandoval. O Tribunal de Apelações do Nono Circuito anulou a decisão do Tribunal Distrital dos EUA para o Distrito de Nevada e codificou estatutariamente desde 1º de julho de 2017. |
| New Hampshire        | 1.326.813                                 | 3 de junho de 2009                       | 1 de janeiro de 2010                     | Estatuto legislativo | Aprovado pelo Tribunal Geral de New Hampshire e assinado como lei pelo Governador de New Hampshire. |
| New Jersey           | 8.938.175                                 | 27 de setembro de 2013                   | 21 de outubro de 2013                    | Decisão do tribunal estadual → estatuto legislativo                                                                                 | Decisão do Tribunal Superior de Nova Jersey em Garden State Equality v. Dow e codificada por lei desde 10 de janeiro de 2022. |
| Nova York            | 19.746.227                                | 24 de junho de 2011                      | 24 de julho de 2011                      | Estatuto legislativo | Lei de Igualdade de Casamento aprovada pelo Legislativo do Estado de Nova York e sancionada pelo Governador de Nova York. |
| Novo México          | 2.085.572                                 | 19 de dezembro de 2013                   | 19 de dezembro de 2013                   | Decisão do tribunal estadual → estatuto legislativo                                                                                 | Decisão da Suprema Corte do Novo México em Griego v. Oliver e codificada estatutariamente desde 1º de julho de 2019. |
| Oklahoma             | 3.878.051                                 | 18 de julho de 2014                      | 6 de outubro de 2014                     | Decisão do tribunal federal | Decisão do Tribunal Distrital dos EUA para o Distrito Norte de Oklahoma em Bishop v. Oklahoma. O Décimo Circuito confirmou a decisão em Bishop v. Smith. |
| Oregon               | 3.970.239                                 | 19 de maio de 2014                       | 19 de maio de 2014                       | Decisão do tribunal federal → estatuto legislativo                                                                                  | Decisão do Tribunal Distrital dos EUA para o Distrito de Oregon em Geiger v. Kitzhaber e codificada por lei desde 1º de janeiro de 2016. |
| Pensilvânia          | 12.787.209                                | 20 de maio de 2014                       | 20 de maio de 2014                       | Decisão do tribunal federal | Decisão do Tribunal Distrital dos EUA para o Distrito Médio da Pensilvânia em Whitewood v. Wolf. |
| Rhode Island         | 1.055.173                                 | 2 de maio de 2013                        | 1 de agosto de 2013                      | Estatuto legislativo | Aprovado pela Assembleia Geral de Rhode Island e assinado como lei pelo Governador de Rhode Island. |
| Utah                 | 2.942.902                                 | 25 de junho de 2014                      | 6 de outubro de 2014                     | Decisão do tribunal federal | Decisão do Tribunal Distrital dos EUA para o Distrito de Utah em Kitchen v. Herbert. Casamentos licenciados entre 20 de dezembro de 2013 e 6 de janeiro de 2014. O Tribunal de Apelações do Décimo Circuito confirmou a decisão do tribunal distrital em Kitchen v. Herbert. |
| Vermont              | 626.562                                   | 7 de abril de 2009                       | 1 de setembro de 2009                    | Estatuto legislativo | Aprovada pela Assembleia Geral de Vermont, anulando o veto do governador Jim Douglas. |
| Virgínia             | 8.326.289                                 | 28 de julho de 2014                      | 6 de outubro de 2014                     | Decisão do tribunal federal → Estatuto legislativo                                                                                  | Decisão do Tribunal Distrital dos EUA para o Distrito Leste da Virgínia em Bostic v. Rainey. O Tribunal de Apelações do Quarto Circuito confirmou a decisão do tribunal distrital dos EUA em Bostic v. Schaefer e codificada legalmente desde 1º de julho de 2020. |
| Virgínia Ocidental   | 1.850.326                                 | 9 de outubro de 2014                     | 9 de outubro de 2014                     | Precedente vinculante do tribunal federal → ações de autoridades estaduais → decisão do tribunal federal                            | O governador Earl Ray Tomblin e o procurador-geral do estado, Patrick Morrisey, reconhecendo o precedente estabelecido pela decisão do Quarto Circuito em Bostic v. Schaefer, abandonaram a defesa da proibição do casamento entre pessoas do mesmo sexo no estado. O Tribunal Distrital dos EUA para o Distrito Sul da Virgínia Ocidental, no caso McGee v. Cole, anulou a proibição legal da Virgínia Ocidental ao casamento entre pessoas do mesmo sexo em 7 de novembro de 2014. |
| Washington           | 7.061.530                                 | 6 de novembro de 2012                    | 6 de dezembro de 2012                    | Estatuto legislativo → referendo | Aprovado pelo Legislativo do Estado de Washington; suspenso por petição e encaminhado ao Referendo 74, aprovado. |
| Wisconsin            | 5.757.564                                 | 4 de setembro de 2014                    | 6 de outubro de 2014                     | Decisão do tribunal federal | Decisão do Tribunal Distrital dos EUA para o Distrito Ocidental de Wisconsin em Wolf v. Walker. O Sétimo Circuito do Tribunal de Apelações confirmou a decisão do tribunal distrital. |
| Wyoming              | 584.153                                   | 17 de outubro de 2014                    | 21 de outubro de 2014                    | Decisão do tribunal federal | Decisão do Tribunal Distrital dos EUA para o Distrito de Wyoming em Guzzo v. Mead. |
| Total                | 221.434.635 (69,4% da população dos EUA)  | 221.434.635 (69,4% da população dos EUA) | 221.434.635 (69,4% da população dos EUA) | 221.434.635 (69,4% da população dos EUA)                                                                                            | 221.434.635 (69,4% da população dos EUA) |

Observação: esta tabela mostra apenas os estados que licenciaram e reconheceram casamentos entre pessoas do mesmo sexo ou os legalizaram antes do caso Obergefell v. Hodges. Não inclui os estados que reconheceram casamentos entre pessoas do mesmo sexo de outras jurisdições, mas não os licenciaram.

## Debate

### Apoio

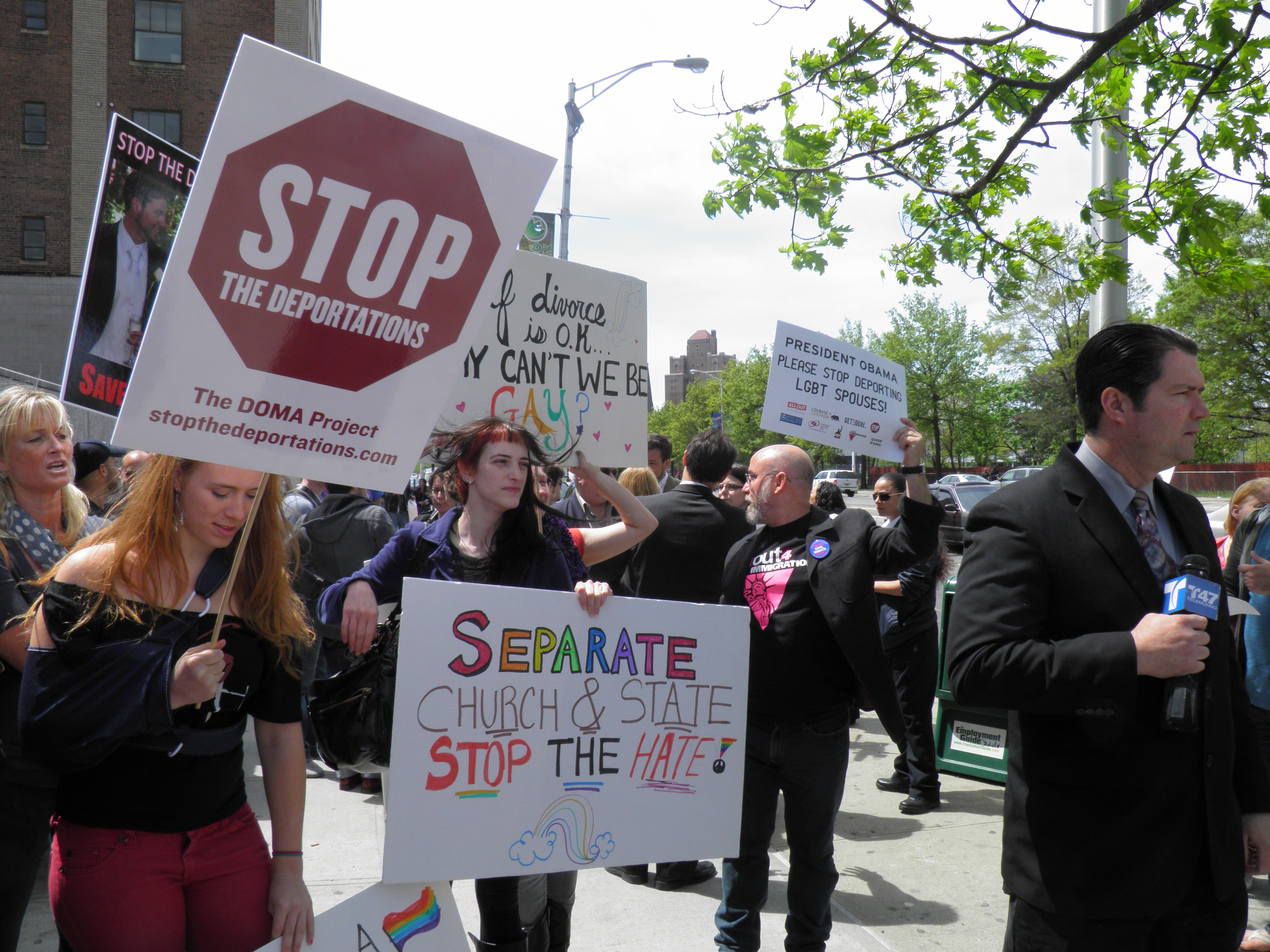
Protesto de 2011 em Nova Jersey realizado pela organização Garden State Equality em apoio ao casamento entre pessoas do mesmo sexo e contra a deportação de cônjuges LGBT.

Nos Estados Unidos e no Canadá, diversas organizações profissionais, como a  Associação Americana de Antropologia, a Associação Americana de Aconselhamento [en], a Academia Americana de Pediatria, a Associação Médica Americana, a Academia Americana de Enfermagem [en], a Associação Americana de Psicologia, a Associação Americana de Psiquiatria, a Associação Canadense de Psicologia [en], a Associação Americana de Sociologia, a Associação Nacional de Assistentes Sociais, a Associação Americana de Psicanálise [en], a Associação Americana de Casamento e Terapia Familiar [en] e a Academia Americana de Médicos de Família [en], declararam que as evidências científicas sustentam várias conclusões: a homossexualidade é uma orientação sexual humana natural e normal, a orientação sexual não é uma escolha, casais homossexuais formam relacionamentos estáveis e comprometidos, semelhantes aos relacionamentos heterossexuais, pais do mesmo sexo são igualmente capazes de criar filhos como pais de sexos opostos, e que não há civilização ou ordem social viável que dependa da restrição do casamento entre pessoas de sexos opostos. Além disso, os filhos de casais do mesmo sexo se saem tão bem ou até melhor do que os filhos de casais heterossexuais.
Figuras proeminentes do movimento pelos direitos civis também expressaram seu apoio ao casamento entre pessoas do mesmo sexo. Em 2004, Coretta Scott King, viúva de Martin Luther King Jr. e líder do movimento, declarou seu apoio ao casamento entre pessoas do mesmo sexo e condenou as tentativas de definir o casamento apenas entre um homem e uma mulher como um “ataque aos gays”. Em 2007, Mildred Loving, autora do caso histórico Loving v. Virginia que derrubou as proibições estaduais ao  casamento interracial, também se manifestou em apoio ao casamento entre pessoas do mesmo sexo, afirmando que “todos os americanos, independentemente de sua raça, sexo ou orientação sexual, devem ter a mesma liberdade de se casar”. Em 2009, Julian Bond, líder do movimento e presidente da NAACP, reiterou seu apoio ao casamento entre pessoas do mesmo sexo, reconhecendo os direitos dos gays como direitos civis. Em 2015, John Lewis, outro líder do movimento, celebrou a decisão histórica do caso Obergefell v. Hodges, que derrubou as proibições estaduais ao casamento entre pessoas do mesmo sexo, afirmando que “pessoas se apaixonam, independentemente de raça ou gênero”.
A NAACP, principal organização de direitos civis afro-americana, também se comprometeu a apoiar o casamento entre pessoas do mesmo sexo, declarando que ele é um direito civil baseado na proteção da igualdade sob a lei, conforme garantido pela Décima Quarta Emenda da Constituição dos EUA.
A Human Rights Campaign, maior organização de direitos LGBTQ nos Estados Unidos, afirma que muitos casais do mesmo sexo buscam o direito de se casar legalmente para honrar seu relacionamento, pois, após anos de compromisso, desejam formalizar sua união diante da sociedade, assumindo um compromisso público para permanecer juntos nos bons e maus momentos.
Diversos jornalistas e acadêmicos também se posicionaram a favor do casamento entre pessoas do mesmo sexo. A jornalista Gail Mathabane [en] comparou as proibições ao casamento entre pessoas do mesmo sexo às proibições anteriores ao casamento interracial. A historiadora Nancy Cott [en] rejeita alternativas ao casamento, como uniões civis, afirmando que “não há nada que seja como o casamento, exceto o casamento”.

#### Papel da mídia social
Os defensores do casamento entre pessoas do mesmo sexo utilizaram com eficácia plataformas de mídia social, como o Facebook, para promover seus objetivos e aumentar o apoio à causa. Alguns afirmaram que o uso bem-sucedido dessas plataformas desempenhou um papel crucial na superação da oposição religiosa ao casamento entre pessoas do mesmo sexo.
Um dos exemplos mais notáveis de mobilização por meio da mídia social ocorreu antes e durante os processos judiciais de alto nível relacionados à Proposição 8 e à Lei de Defesa do Casamento (DOMA) em março de 2013, que chegaram à Suprema Corte dos EUA. A campanha "sinal de igual vermelho", lançada pela Human Rights Campaign, incentivava os usuários a mudar suas imagens de perfil para um sinal de igual vermelho, como forma de expressar apoio ao casamento entre pessoas do mesmo sexo. Durante as audiências judiciais, aproximadamente 2,5 milhões de usuários do Facebook adotaram a imagem do sinal de igual vermelho em suas fotos de perfil, demonstrando um forte apoio público ao tema.

### Oposição
A oposição ao casamento entre pessoas do mesmo sexo é sustentada por várias alegações, como a crença de que a homossexualidade não é natural ou normal, que o reconhecimento de uniões entre pessoas do mesmo sexo incentivará a homossexualidade na sociedade e que crianças são melhor criadas por casais heterossexuais. Embora alguns pesquisadores questionem a robustez das evidências disponíveis, outros defendem que a ciência demonstrou que a homossexualidade é uma expressão natural e normal da sexualidade humana, que a orientação sexual não é uma escolha e que os filhos de casais do mesmo sexo têm um desenvolvimento tão saudável quanto os filhos de casais heterossexuais.
Outro argumento contra o casamento entre pessoas do mesmo sexo é que a palavra “casamento” sempre teve um significado específico, referindo-se à união entre um homem e uma mulher. Segundo os opositores, redefinir esse conceito para incluir uniões do mesmo sexo não é apenas uma questão jurídica, mas uma forma de manipulação linguística (ou “Newspeak”), em que as uniões de pessoas do mesmo sexo seriam uma entidade fundamentalmente diferente de um casamento tradicional. No entanto, críticos dessa posição afirmam que as tradições do casamento sempre evoluíram ao longo da história e que a palavra “casamento” pode ser redefinida para atender às necessidades e valores da sociedade contemporânea.
A oposição ao casamento entre pessoas do mesmo sexo também vem de alguns grupos religiosos, como a Igreja Católica e a Convenção Batista do Sul, que defendem que o casamento deve permanecer restrito a casais heterossexuais. No entanto, há também defensores do casamento entre pessoas do mesmo sexo dentro das comunidades religiosas, incluindo pessoas homossexuais de fé. A Igreja de Jesus Cristo dos Santos dos Últimos Dias, embora tenha se oposto à legalização do casamento entre pessoas do mesmo sexo, endossou, em 2022, um projeto de lei federal que exigia que os estados e territórios respeitassem os casamentos entre pessoas do mesmo sexo realizados em outros estados, embora tenha enfatizado que sua doutrina religiosa não seria alterada.
As contribuições políticas contra o casamento entre pessoas do mesmo sexo também têm sido um ponto de controvérsia. Decisões judiciais e do IRS questionaram ou consideraram ilegais os esforços para proteger anonimamente as doações de campanha feitas por aqueles que se opõem ao casamento entre pessoas do mesmo sexo.

### Políticos e figuras da mídia

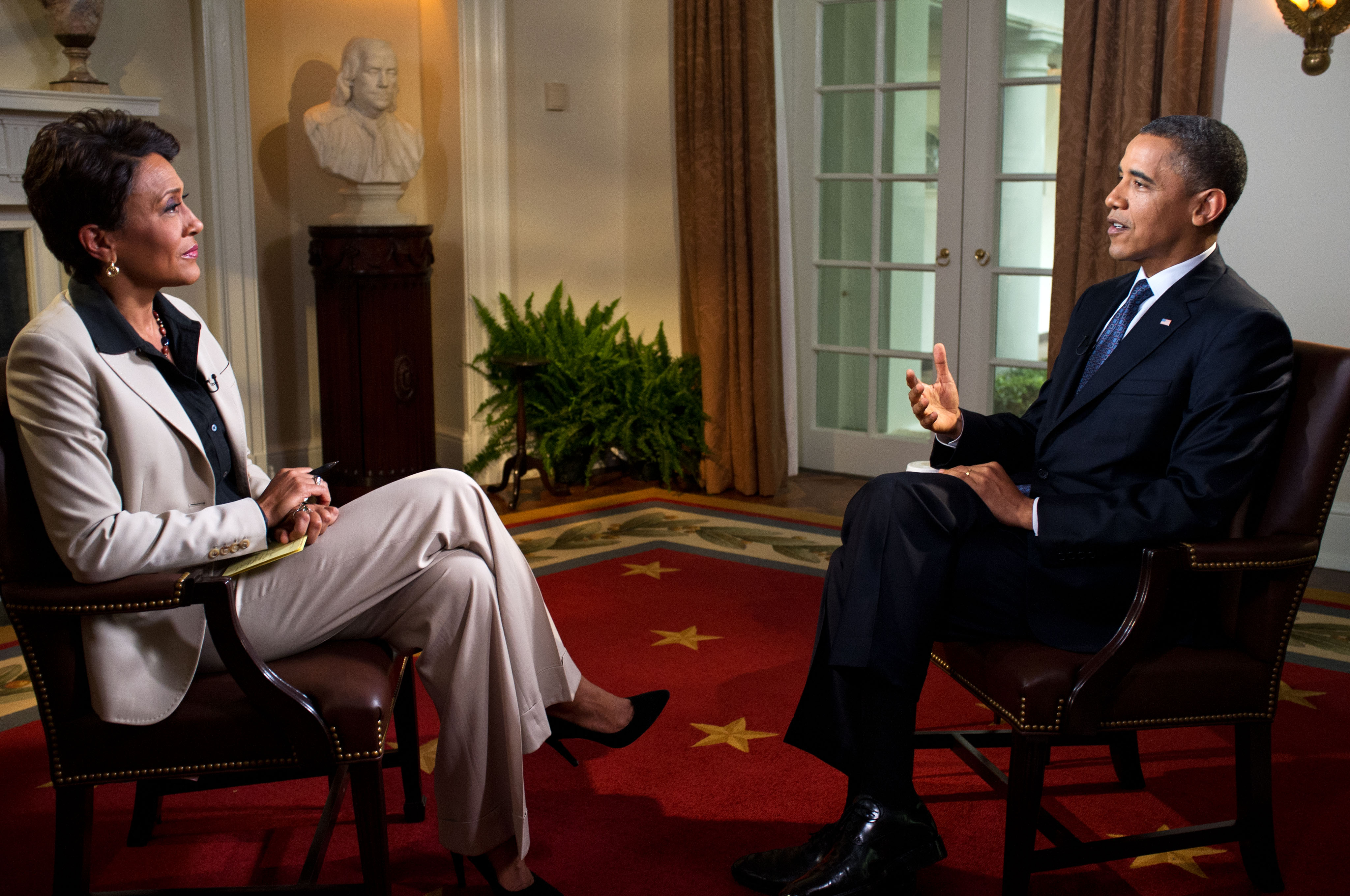
Presidente Barack Obama entrevistado por Robin Roberts do programa Good Morning America, da ABC, na Casa Branca, em 9 de maio de 2012.

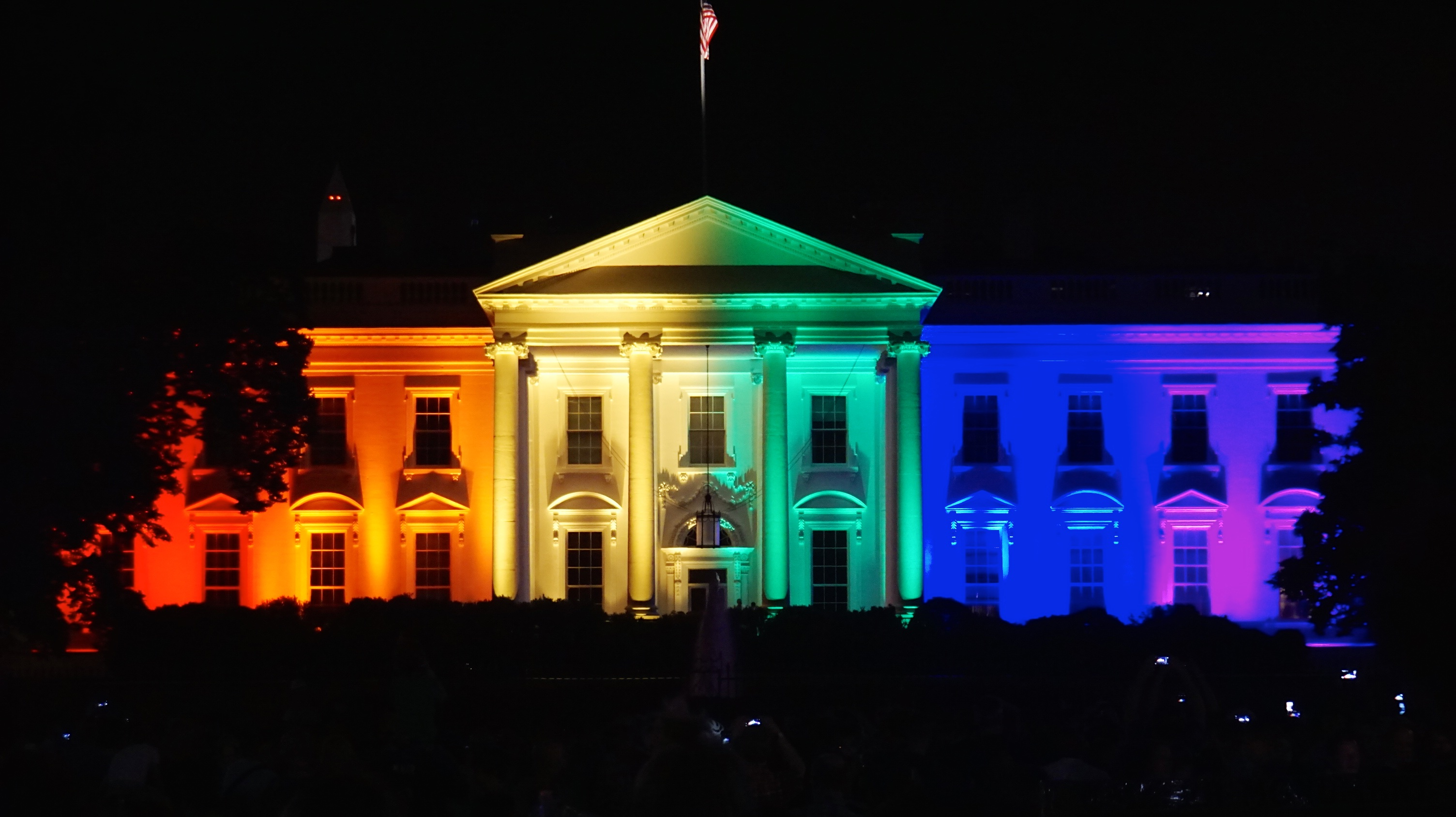
A Casa Branca, iluminada com as cores do arco-íris, na noite da decisão de Obergefell, em 26 de junho de 2015.

As opiniões do Presidente Barack Obama sobre o casamento entre pessoas do mesmo sexo evoluíram ao longo de sua carreira política, tornando-se progressivamente mais favoráveis. Nos anos 1990, Obama apoiou o casamento entre pessoas do mesmo sexo enquanto fazia campanha para o Senado do Illinois. No entanto, durante a campanha presidencial de 2008, ele se opôs ao casamento entre pessoas do mesmo sexo, embora se opusesse também ao referendo na Califórnia que tentava reverter uma decisão judicial que legalizava o casamento entre pessoas do mesmo sexo no estado. Em 2009, ele se opôs a duas propostas legislativas federais que visavam proibir ou estabelecer o casamento entre pessoas do mesmo sexo a nível nacional, argumentando que cada estado deveria decidir a questão. Em dezembro de 2010, Obama manifestou apoio às uniões civis com direitos equivalentes ao casamento e ao reconhecimento federal das relações entre pessoas do mesmo sexo, além de se opor a uma emenda constitucional federal que tentava proibir o casamento entre pessoas do mesmo sexo. Ele também afirmou que sua posição sobre o casamento estava “evoluindo” e reconheceu que as uniões civis não eram suficientes para os casais do mesmo sexo. Em 9 de maio de 2012, Obama se tornou o primeiro presidente em funções a declarar seu apoio ao casamento entre pessoas do mesmo sexo. Apesar disso, ele continuou afirmando que a questão legal deveria ser decidida pelos estados. Em 2014, Obama afirmou que acreditava que a Cláusula de Proteção Igualitária da Constituição dos EUA garantia o casamento entre pessoas do mesmo sexo em todos os estados, embora observasse que a questão seria provavelmente decidida pelos tribunais.
Após as eleições de 2016, o Presidente Donald Trump declarou que não tinha problemas com o casamento entre pessoas do mesmo sexo e que acreditava que a questão estava resolvida legalmente, após a decisão da Suprema Corte no caso Obergefell v. Hodges. Essa posição foi uma mudança em relação a uma declaração anterior, de 2015, quando ele afirmou ser pessoalmente favorável ao “casamento tradicional” e acreditava que a questão deveria ser decidida pelos estados. No entanto, Trump também reconheceu que reverter a decisão do Supremo Tribunal era “irrealista”. Algumas de suas nomeações federais, como o Procurador-Geral Jeff Sessions e a Secretária da Educação Betsy DeVos, apoiaram a decisão da Suprema Corte, mas mantiveram posições pessoais contrárias ao casamento entre pessoas do mesmo sexo.
Ex-presidentes e vice-presidentes dos Estados Unidos, incluindo Bill Clinton, Jimmy Carter, Barack Obama, Dick Cheney, Al Gore, Walter Mondale e Joe Biden, declararam publicamente seu apoio ao casamento entre pessoas do mesmo sexo. Além disso, antigas primeiras-damas, como Laura Bush, Hillary Clinton, Michelle Obama e Nancy Reagan, também se manifestaram favoráveis ao casamento entre pessoas do mesmo sexo. O ex-presidente George H. W. Bush e sua esposa, Barbara Bush, assistiram a um casamento entre pessoas do mesmo sexo, mas não fizeram declarações públicas de apoio. George W. Bush, durante sua presidência, se opôs ao casamento entre pessoas do mesmo sexo, embora tenha expressado disposição para oficiar um casamento entre pessoas do mesmo sexo em 2004.
No Congresso, o apoio ao casamento entre pessoas do mesmo sexo cresceu ao longo do tempo. Em 2013, quinze senadores dos EUA anunciaram seu apoio ao casamento entre pessoas do mesmo sexo, e em abril daquele ano, a maioria do Senado já se mostrava favorável à questão. O senador Rob Portman, do Ohio, foi o primeiro republicano a apoiar o casamento entre pessoas do mesmo sexo, seguido por outros senadores republicanos, como Mark Kirk, Lisa Murkowski e Susan Collins.
Por outro lado, políticos como Rick Santorum, Mike Huckabee e Sarah Palin se opuseram ao casamento entre pessoas do mesmo sexo.
Entre os políticos que mudaram de posição, destacam-se Rob Portman e Bob Barr, autor da Lei de Defesa do Casamento de 1996, que mais tarde se tornaram apoiantes do casamento entre pessoas do mesmo sexo.
Em uma entrevista de 2010 ao programa  The O'Reilly Factor, quando perguntado se acreditava que o casamento entre pessoas do mesmo sexo era uma ameaça para o país, Glenn Beck respondeu: "Não, não acredito. Acredito que Thomas Jefferson disse: 'Se não me partir a perna nem me roubar o bolso, que diferença faz para mim?"

## Estudos
Os efeitos globais da legalização do casamento entre pessoas do mesmo sexo foram analisados por Badgett e co-autores. A pesquisa concluiu que, quando o casamento foi legalizado, indivíduos de minorias sexuais optaram por se casar, embora em taxas menores do que casais heterossexuais. Não foram encontradas evidências de que a legalização do casamento entre pessoas do mesmo sexo tenha impactado os casamentos heterossexuais. Do ponto de vista da saúde, a legalização aumentou a cobertura de seguros de saúde para casais do mesmo sexo nos Estados Unidos e contribuiu para melhorias na saúde sexual entre homens que fazem sexo com homens. No entanto, os efeitos sobre a saúde mental das minorias sexuais mostraram resultados variados. Além disso, o estudo encontrou evidências mistas sobre mudanças em aspectos sociais, como atitudes em relação à comunidade LGBTQ+ e escolhas de emprego entre minorias sexuais.

### Tentativa de suicídio na adolescência
A introdução do casamento entre pessoas do mesmo sexo foi associada a uma redução significativa nas taxas de tentativas de suicídio entre adolescentes, especialmente entre aqueles com orientação sexual minoritária. Um estudo nacional dos Estados Unidos, que analisou dados de janeiro de 1999 a dezembro de 2015, revelou que, nos estados que legalizaram o casamento entre pessoas do mesmo sexo, a taxa de tentativas de suicídio entre alunos do 9º ao 12º ano diminuiu 7%, enquanto a redução foi de 14% entre os adolescentes de orientação sexual minoritária. Esse efeito resultou em cerca de 134.000 tentativas de suicídio a menos por ano entre adolescentes nos Estados Unidos. O estudo aproveitou a implementação gradual do casamento entre pessoas do mesmo sexo nos Estados Unidos (de um estado em 2004 para todos os 50 estados em 2015), permitindo comparar as taxas de tentativas de suicídio entre adolescentes em diferentes estados durante o período analisado. Quando o casamento entre pessoas do mesmo sexo foi reconhecido em um estado, a redução nas tentativas de suicídio entre adolescentes naquele estado se manteve ao longo do tempo. Não houve redução nas taxas até que o casamento entre pessoas do mesmo sexo fosse legalizado naquele estado. O pesquisador principal do estudo destacou que "leis que têm um grande impacto nos adultos homossexuais podem fazer com que os jovens homossexuais se sintam mais otimistas em relação ao futuro”.

### Impacto económico nos casais do mesmo sexo
Até à decisão do Supremo Tribunal dos Estados Unidos em junho de 2013 no caso United States v. Windsor, que determinou que o Governo Federal tratasse os casais do mesmo sexo legalmente casados com a mesma igualdade que os casais heterossexuais, os casais do mesmo sexo enfrentavam significativas desvantagens. O Governo Federal não reconhecia esses casamentos para nenhum fim legal. Um estudo de 1997 do Gabinete de Contabilidade Geral [en] identificou pelo menos 1.049 leis e regulamentos federais que mencionavam o estado civil. Um estudo de 2004 do Gabinete de Orçamento do Congresso [en] encontrou 1.138 disposições legais que utilizavam o estado civil como critério para determinar ou conceder “benefícios, direitos e privilégios”. Muitas dessas leis envolviam direitos de propriedade, benefícios e tributação. Casais do mesmo sexo cujos casamentos não eram reconhecidos pelo Governo Federal não tinham acesso aos benefícios de Segurança Social para cônjuges e sobreviventes, nem aos benefícios de cônjuges de funcionários públicos federais. Um estudo estimou que a diferença anual nos rendimentos da Segurança Social entre casais do mesmo sexo e casais heterossexuais era de 5.588 dólares americanos.
Em comparação com casais heterossexuais em situações semelhantes, os casais do mesmo sexo enfrentavam diversas desvantagens financeiras e jurídicas, incluindo:
- Custos legais para obter documentos de parceiro doméstico, como procuração e direitos relacionados à tomada de decisões sobre cuidados de saúde e herança, que são automaticamente concedidos a casais legalmente casados.[171]
- Impostos sobre a herança: um cônjuge pode herdar um montante ilimitado sem incorrer em impostos sobre a herança, mas um parceiro do mesmo sexo estaria sujeito a esses impostos.[171]
- Impossibilidade de apresentar a declaração de impostos de forma conjunta, o que impedia os casais do mesmo sexo de se beneficiarem de taxas de imposto mais baixas quando as rendas individuais dos parceiros eram desiguais.[170]
- A cobertura de seguro de saúde fornecida por empregadores para parceiros do mesmo sexo estava sujeita a impostos federais.[170][Nota 3]
- Custos elevados com saúde devido à falta de seguro e cuidados preventivos: 20% dos casais do mesmo sexo relatavam que um membro do casal não tinha seguro, em comparação com 10% dos casais heterossexuais casados.[171]
- A incapacidade de proteger a casa comum contra perdas devido aos custos de uma potencial catástrofe médica.[171]
- A impossibilidade de um cidadão americano patrocinar a cidadania de um cônjuge do mesmo sexo.[171]

Em 2008, cerca de 7.400 empresas ofereciam benefícios aos cônjuges de casais do mesmo sexo. Nos estados que reconheciam os casamentos entre pessoas do mesmo sexo, os casais só podiam continuar a receber esses benefícios caso se casassem. Apenas 18% das empresas privadas ofereciam benefícios de saúde para parceiros de facto.
Os casais do mesmo sexo também enfrentavam os mesmos desafios financeiros de casamentos legais enfrentados pelos casais heterossexuais, incluindo a penalização do casamento nos impostos. Embora os prestadores de serviços sociais não levem em conta os bens de um dos cônjuges ao avaliar os rendimentos do outro para assistência social ou por invalidez, os bens conjuntos de um casal legalmente casado são normalmente considerados para determinar a elegibilidade para esses benefícios.
Um estudo de 2019 observou um aumento no emprego entre casais do mesmo sexo após a legalização do casamento entre pessoas do mesmo sexo, sugerindo que a mudança foi impulsionada por uma redução na discriminação.

### Impacto económico nos governos estatal e federal
O estudo do Gabinete do Orçamento do Congresso de 2004, com base na suposição de que cerca de 0,6% dos adultos se casariam com pessoas do mesmo sexo se tivessem essa oportunidade (uma estimativa com "incerteza significativa"), concluiu que a legalização do casamento entre pessoas do mesmo sexo em todos os Estados Unidos teria um impacto financeiro limitado, com um aumento nos resultados orçamentários de menos de mil milhões de dólares nos próximos 10 anos. Esse resultado foi atribuído ao aumento das receitas fiscais líquidas, uma vez que as penalizações fiscais associadas ao casamento (como a combinação de rendimentos de cônjuges) compensariam a perda de receitas com a isenção de impostos sobre o património. Embora o reconhecimento do casamento resultasse em um aumento nos gastos públicos com a Segurança Social e benefícios de saúde para funcionários federais, esses custos seriam compensados pela redução de despesas com programas como o Medicaid, Medicare e Supplemental Security Income [en].
Por outro lado, um estudo de maio de 2020, realizado pelo Instituto Williams [en] de Orientação Sexual e Direito de Identidade de Gênero e Políticas Públicas, indicou que a legalização do casamento entre pessoas do mesmo sexo teve um efeito positivo nas economias estaduais e locais, gerando cerca de 3,8 mil milhões de dólares. O instituto estimou que os aproximadamente 300.000 casais do mesmo sexo que se casaram nos Estados Unidos desde 2015 contribuíram com cerca de 3,2 mil milhões de dólares para as economias locais e estaduais. Além disso, os convidados dos casamentos que viajaram para as celebrações geraram 544 milhões de dólares adicionais em gastos. Aproximadamente 45 mil empregos foram mantidos devido aos casamentos entre pessoas do mesmo sexo, e cerca de 244 milhões de dólares em impostos estaduais e locais foram arrecadados.

### Saúde mental
Baseado, em parte, na pesquisa sobre os efeitos adversos da estigmatização de pessoas gays e lésbicas, várias organizações proeminentes de ciências sociais, incluindo a Associação Psicanalítica Americana e a Associação Psicológica Americana, emitiram declarações a favor do casamento entre pessoas do mesmo sexo e contra a discriminação com base na orientação sexual.
Vários estudos psicológicos demonstraram que a exposição a conversas negativas, mensagens nos meios de comunicação social e reações negativas entre pares sobre o casamento entre pessoas do mesmo sexo cria um ambiente prejudicial para as pessoas LGBTQ+, afetando especialmente sua saúde e bem-estar, com impacto significativo sobre os membros mais jovens dessa comunidade.
Um estudo que pesquisou mais de 1.500 adultos lésbicas, gays e bissexuais em todo o país concluiu que os participantes provenientes dos 25 estados que proibiram o casamento entre pessoas do mesmo sexo apresentaram níveis mais elevados de "stress das minorias" — o stress social crônico resultante da estigmatização de um grupo minoritário — além de sofrimento psicológico geral. De acordo com os resultados, a campanha negativa que acompanha a proibição do casamento entre pessoas do mesmo sexo foi apontada como a principal responsável pelo aumento do stress. Estudos anteriores mostraram que o stress das minorias está relacionado a riscos para a saúde, incluindo comportamentos sexuais de risco e abuso de substâncias.
Outros dois estudos, realizados em Memphis, Tennessee, examinaram os relatos pessoais de adultos LGBTQ+ e suas famílias após uma campanha eleitoral vitoriosa em 2006 que resultou na proibição do casamento entre pessoas do mesmo sexo. A maioria dos inquiridos relatou sentir-se alienada de suas comunidades. Os estudos também revelaram que as famílias enfrentaram um tipo de stress secundário das minorias, conforme indicado por Jennifer Arm, estudante de pós-graduação em aconselhamento na Universidade de Memphis [en].
No julgamento de Perry v. Schwarzenegger, o especialista Ilan Meyer [en] afirmou que os resultados em termos de saúde mental de pessoas gays e lésbicas melhorariam se leis como a Proposta 8 não existissem, pois “quando as pessoas estão expostas a mais stress... têm mais probabilidades de adoecer [...]” Ele ressaltou que essas leis comunicam uma mensagem de exclusão, dizendo aos gays que “não são bem-vindos aqui” e que “as suas relações não são valorizadas”, o que pode ter um impacto significativo na saúde e bem-estar dessas pessoas.

### Saúde física
Em 2009, dois economistas da Universidade Emory conduziram um estudo que associou a aprovação de proibições estatais do casamento entre pessoas do mesmo sexo nos Estados Unidos a um aumento nas taxas de infeção por VIH/SIDA. O estudo identificou que a aprovação de tais proibições em um estado estava correlacionada a um aumento de cerca de 4 casos anuais de VIH por 100.000 habitantes nesse estado.
Outro estudo realizado pela Escola de Saúde Pública Mailman da Universidade de Columbia [en] revelou que, após a legalização do casamento entre pessoas do mesmo sexo em Massachusetts, homens homossexuais no estado passaram a frequentar clínicas de saúde com muito menos regularidade. Este estudo sugere que a legalização do casamento pode ter contribuído para uma maior confiança e bem-estar na comunidade LGBTQ+, resultando em mudanças nas práticas de saúde.

## Na cultura popular
A sitcom Roc, da Fox, foi pioneira ao apresentar um casamento entre pessoas do mesmo sexo, em 1991. Desde então, vários outros programas e séries seguiram esse exemplo, abordando o tema do casamento entre pessoas do mesmo sexo. Alguns exemplos notáveis incluem Married... with Children, Roseanne (episódio “December Bride”), Glee, Friends (episódio “The One with the Lesbian Wedding”), Brooklyn Nine-Nine, Modern Family, The Simpsons (episódio “There's Something About Marrying”), The Ellen DeGeneres Show, Brothers & Sisters, Grey's Anatomy, Will & Grace, Conan, Steven Universe, Shameless, The Fosters, entre outros.
Em 2019, a estreia da 22ª temporada da série de animação Arthur, transmitida pela PBS, incluiu o casamento do professor Sr. Ratburn com seu parceiro masculino. No entanto, um canal público de televisão do Alabama se recusou a transmitir o episódio, gerando controvérsias sobre a representação de casamentos entre pessoas do mesmo sexo em produções infantis.

## Estatísticas de casamentos
| Ano  | Casado          | Casado         | Solteiro        | Solteiro       |
| Ano  | Casal masculino | Casal feminino | Casal masculino | Casal feminino |
| ---- | --------------- | -------------- | --------------- | -------------- |
| 2005 | 34.8%           | 39.0%          | 10.6%           | 24.7%          |
| 2006 | 37.0%           | 35.7%          | 10.2%           | 24.8%          |
| 2007 | 32.4%           | 38.6%          | 10.1%           | 24.6%          |
| 2008 | 33.9%           | 27.9%          | 7.4%            | 25.9%          |
| 2009 | 28.6%           | 28.9%          | 6.6%            | 21.9%          |
| 2010 | 25.2%           | 26.2%          | 6.2%            | 23.0%          |
| 2011 | 26.1%           | 26.2%          | 6.1%            | 21.9%          |
| 2012 | 25.3%           | 27.7%          | 6.4%            | 22.8%          |
| 2013 | 18.8%           | 27.0%          | 5.2%            | 20.5%          |
| 2014 | 16.2%           | 26.2%          | 6.0%            | 21.9%          |
| 2015 | 13.6%           | 26.0%          | 6.0%            | 22.1%          |
| 2016 | 12.8%           | 25.5%          | 5.6%            | 20.4%          |
| 2017 | 11.2%           | 25.5%          | 4.7%            | 21.2%          |
| 2018 | 12.4%           | 25.5%          | 4.9%            | 19.3%          |
| 2019 | 9.6%            | 27.0%          | 3.9%            | 19.7%          |
| 2020 | Não disponível  | Não disponível | Não disponível  | Não disponível |
| 2021 | 8.9%            | 26.2%          | 3.5%            | 17.6%          |
| 2022 | 8.1%            | 27.1%          | 2.6%            | 16.2%          |

Não existem dados completos sobre o número de casamentos entre pessoas do mesmo sexo nos Estados Unidos, uma vez que os registos de casamento e divórcio são feitos pelos estados, condados e territórios, incluindo a cidade de Nova Iorque e o Distrito de Columbia, mas não pelo Governo Federal. Alguns estados, como o Oregon, não fazem distinção entre casamentos entre pessoas de diferentes sexos e casamentos entre pessoas do mesmo sexo nos seus registos oficiais. Os registos legais de casamento e divórcio são responsabilidade dos estados.
Em agosto de 2016, o Departamento do Tesouro dos EUA estimou o número de casamentos entre pessoas do mesmo sexo associando as declarações de impostos de casais do mesmo sexo que haviam feito declarações em conjunto em 2014 com os seus registos da Segurança Social. Embora este método tenha excluído casais que declararam separadamente, o número de tais casais era pequeno, uma vez que 97,5% dos casais optaram pela declaração conjunta. O estudo revelou que, em 2014, havia cerca de 183.280 casais do mesmo sexo no país, representando aproximadamente 0,33% de todos os casamentos, conforme relatado pelo The New York Times. Em 2015, esse número subiu para 250.450 casamentos. Dados do Census Bureau de 2021 indicaram que os casamentos heterossexuais ainda representavam cerca de 98% dos casamentos entre pessoas com menos de 35 anos.
Em 2015, as estatísticas mostraram que os casais de mulheres do mesmo sexo tinham quatro vezes mais probabilidade de ter filhos do que os casais de homens do mesmo sexo. Também se verificou que os casais de homens do mesmo sexo tinham uma média de rendimento anual de 165.960 dólares antes dos impostos, enquanto os casais de mulheres do mesmo sexo ganhavam 118.415 dólares e os casais heterossexuais 115.210 dólares. As taxas mais altas de casamentos femininos entre pessoas do mesmo sexo foram observadas em Oakland (2,1% de todos os casamentos), Seattle, São Francisco, Springfield (MA) e Portland (OR), enquanto os casamentos masculinos entre pessoas do mesmo sexo foram mais frequentes em São Francisco (3,2%), Washington D.C., Nova Iorque, Seattle e Fort Lauderdale.
Desde 2005, o Serviço de Recenseamento dos Estados Unidos tem recolhido dados sobre agregados familiares não casados do mesmo sexo. Após o caso United States v. Windsor em 2013, o Gabinete começou a registar os agregados familiares casados do mesmo sexo em seus relatórios sobre casais do mesmo sexo.
Em 2013, foram registados cerca de 252.000 casais do mesmo sexo casados; em 2014, esse número subiu para 335.000; em 2015, para 425.000; em 2016, para 487.000; em 2017, para 555.000; e em 2018, para 593.000. Em 2018, os estados com o maior número total de agregados familiares do mesmo sexo foram Califórnia, Texas e Nova Iorque, enquanto Wyoming, Vermont, Dakota do Sul e Connecticut apresentaram as maiores proporções de casais do mesmo sexo casados em relação aos casais não casados (92,4% dos casais do Wyoming eram casados, seguidos de Vermont com 79,3%, Dakota do Sul com 77,8% e Connecticut com 70,7%). Em termos nacionais, 59,5% dos casais do mesmo sexo que viviam em união de facto eram casados.
De acordo com o Escritório de Referência da População, até outubro de 2015, cerca de 486.000 casamentos entre pessoas do mesmo sexo haviam sido celebrados nos Estados Unidos, e estima-se que 45% de todos os casais do mesmo sexo estavam casados na época.
Pesquisas da Gallup indicaram que a proporção de casais do mesmo sexo que coabitam e são casados aumentou de 38% em 2015 para 49% em 2016 e para 61% em 2017.

## Jurisprudência
Jurisprudência federal e estadual dos Estados Unidos sobre casamento entre pessoas do mesmo sexo:

### 1970s
- Anónimo v. Anónimo (1971): A decisão afirma que a lei não reconhece o "casamento" entre pessoas do mesmo sexo.[197]
- Baker v. Nelson (1971): A decisão mantém uma lei de Minnesota que define o casamento como a união entre um homem e uma mulher (decisão anulada por Obergefell v. Hodges em 2015).[198]
- Jones v. Hallahan (1973); Defende a recusa de uma licença de casamento para duas mulheres no Kentucky com base na definição tradicional de casamento, apesar de os estatutos do estado não especificarem o sexo dos cônjuges.[199]
- Frances B. v. Mark B. (1974): A decisão reforça a ideia de que o casamento sempre foi e deve ser entendido como um contrato entre um homem e uma mulher.[200][201]
- Singer v. Hara (1974): A decisão sustenta que, de acordo com a definição histórica de casamento, a união entre pessoas do mesmo sexo não é considerada elegível para casamento, e que tal proibição não constitui discriminação sexual.

### 1980s
- Adams v. Howerton [en] (1982): A decisão conclui que um casamento entre pessoas do mesmo sexo não cria um "cônjuge" segundo a Lei de Imigração e Nacionalidade dos EUA.[202]
- De Santo v. Barnsley (1984): A decisão afirma que casais do mesmo sexo não podem se divorciar, pois não são considerados casados sob a lei do direito comum.[203]

### 1990s
- In re Estate of Cooper (1990): A decisão defende o interesse do Estado em promover o casamento tradicional e sustenta a proibição do casamento entre pessoas do mesmo sexo.[204]
- Baehr v. Lewin (1993): A decisão conclui que uma lei que limita o casamento a casais de sexos diferentes viola a cláusula de proteção igualitária da Constituição do Havai, a menos que o Estado possa justificar a limitação por razões imperiosas. Isso levou à emenda constitucional do Havai e à promulgação da Lei Federal de Defesa do Casamento.[18]
- Dean v. District of Columbia (1995): A decisão afirma que o Distrito de Columbia não autoriza o casamento entre pessoas do mesmo sexo e que a recusa de licença de casamento não viola a Cláusula de Devido Processo da Constituição dos Estados Unidos.[205]
- Storrs v. Holcomb, 645 (1996): O tribunal afirma que Nova Iorque não reconhece ou autoriza o casamento entre pessoas do mesmo sexo. Essa decisão foi parcialmente anulada em 2008 por Martinez v. County of Monroe.[206]
- In re Estate of Hall (1998): O tribunal conclui que Illinois não reconhece um casamento entre pessoas do mesmo sexo, e a alegação de estar em um casamento do mesmo sexo não é válida perante a lei.[207]
- Baker v. Vermont [en] (1999): A decisão afirma que a Cláusula de Benefícios Comuns da Constituição de Vermont exige que os casais do mesmo sexo tenham os mesmos direitos legais que os casais heterossexuais, embora o casamento em si não precise ser nomeado dessa forma.[208]

### 2000s
- Frandsen v. County of Brevard (2001): A decisão conclui que a Constituição da Flórida não reconhece o casamento entre pessoas do mesmo sexo e que as classificações sexuais não estão sujeitas a um escrutínio rigoroso sob a Constituição.[209]
- Burns v. Burns (2002): A decisão reafirma que o casamento é a união entre um homem e uma mulher.[210]
- In re Estate of Gardiner (2002): A decisão determina que um transexual pós-operatório de homem para mulher não é considerado uma mulher conforme os estatutos, não podendo casar validamente com um homem.[211]
- Rosengarten v. Downes (2002): A decisão afirma que Connecticut não dissolverá uma união civil celebrada em Vermont entre pessoas do mesmo sexo.[212]
- Standhardt v. Superior Court ex rel. County of Maricopa (2003): A decisão conclui que a Constituição do Arizona não garante o direito ao casamento entre pessoas do mesmo sexo.[213]
- Goodridge v. Dept. of Public Health (2003): A recusa de licenças de casamento a casais do mesmo sexo foi considerada uma violação das disposições constitucionais do Estado de Massachusetts, que garantem liberdade individual e igualdade, sem uma justificativa legítima para tal recusa.[19]
- Morrison v. Sadler (2005): A decisão afirma que a Lei de Defesa do Casamento de Indiana é válida e não viola a Constituição.[214]
- Langan v. St. Vincent's Hospital [en] (2005): A decisão conclui que, para os efeitos do estatuto de morte por negligência em Nova Iorque, o parceiro sobrevivente de uma união civil de Vermont não é considerado “cônjuge”.[215]
- Citizens for Equal Protection v. Bruning [en] (2006): A decisão afirma que a Medida de Iniciativa 416 de Nebraska não viola a Cláusula de Proteção Igualitária do Décimo Quarto Aditamento, não sendo uma lei de atentado e não violando o Primeiro Aditamento.[216]
- Lewis v. Harris [en] (2006): A decisão sustenta que a proibição do casamento entre pessoas do mesmo sexo não viola a Constituição de Nova Jérsia, mas exige que o Estado ofereça todos os direitos e responsabilidades do casamento aos casais do mesmo sexo, com um prazo de 180 dias para alterar as leis ou criar uma "estrutura paralela".[217]
- Andersen v. King County [en] (2006): A decisão reafirma que a Lei de Defesa do Casamento de Washington não viola a Constituição do Estado.[218]
- Hernandez v. Robles (2006): A decisão conclui que a Constituição de Nova Iorque não exige a ampliação dos direitos de casamento para casais do mesmo sexo.[219]
- Conaway v. Deane (2007): A decisão mantém a lei de Maryland que define o casamento como a união entre um homem e uma mulher.[220]
- Martinez v. County of Monroe [en] (2008): A decisão afirma que, uma vez que Nova Iorque reconhece casamentos de casais de sexos opostos de outras jurisdições, também deve reconhecer casamentos entre pessoas do mesmo sexo.[221]
- In re Marriage Cases [en] (2008): A decisão conclui que a limitação do casamento a casais de sexos opostos é inválida sob a cláusula de proteção igualitária da Constituição da Califórnia, e que os casais do mesmo sexo têm direito a um casamento pleno, em vez de uma parceria doméstica.[222]
- Kerrigan v. Commissioner of Public Health (2008): A decisão considera que a disponibilização de uniões civis, mas não de casamento, para casais do mesmo sexo é uma violação das disposições constitucionais de igualdade e liberdade de Connecticut.[223]
- Strauss v. Horton (2009): A decisão valida a Proposta 8 e determina que os casamentos realizados antes da sua adoção permanecem válidos.[224]
- Varnum v. Brien [en] (2009): A decisão conclui que impedir o casamento entre casais do mesmo sexo viola as disposições de proteção igualitária da Constituição de Iowa, que exige o casamento pleno, e não uniões civis ou substitutos, para casais do mesmo sexo.[225]

### 2010s
Contestações à Secção 3 da DOMA:
- Gill v. Office of Personnel Management [en] (2009-2013): A Secção 3 da Lei federal de Defesa do Casamento (DOMA) foi considerada inconstitucional no tribunal distrital dos EUA. O Tribunal de Recurso do Primeiro Circuito confirmou essa decisão e suspendeu a aplicação enquanto o caso estava sendo recorrida. O Supremo Tribunal dos EUA decidiu pela inconstitucionalidade da Secção 3 na decisão Windsor, e o recurso de Gill foi negado.[226]
- Massachusetts v. United States Department of Health and Human Services (2009-2013): Este caso foi decidido em paralelo com Gill, com o mesmo resultado. A Secção 3 da DOMA foi considerada inconstitucional pelo tribunal distrital, e a decisão foi confirmada em instâncias superiores.[227]
- Golinski v. Office of Personnel Management [en] (2010-2013): A Secção 3 da DOMA foi novamente considerada inconstitucional em tribunal distrital, que aplicou um escrutínio intermédio à questão da orientação sexual, considerando-a uma classificação "quase suspeita". O caso foi suspenso em recurso enquanto aguardava a decisão do Supremo Tribunal dos EUA no processo Windsor, que resolveu as questões levantadas no caso Golinski. O recurso para o Supremo foi então negado.[228]
- United States v. Windsor (2010-2013): A Secção 3 da Lei federal de Defesa do Casamento foi declarada inconstitucional no tribunal distrital dos EUA. A decisão foi confirmada pelo Tribunal de Recurso do Segundo Circuito e, finalmente, pelo Supremo Tribunal dos EUA, que também determinou que o Governo dos EUA começasse a aplicar a decisão imediatamente.[23]

Proposta 8 da Califórnia:
- Hollingsworth v. Perry (2009-2013): A Proposta 8 da Califórnia, uma emenda constitucional aprovada pelos eleitores que proíbe o casamento entre pessoas do mesmo sexo, foi considerada inconstitucional no tribunal distrital dos EUA no processo Perry v. Schwarzenegger. Os apoiantes da proposta recorreram ao Tribunal de Recurso do Nono Circuito, que confirmou a decisão de inconstitucionalidade do tribunal distrital no caso Perry v. Brown. O Supremo Tribunal dos EUA decidiu que os apoiantes da Proposta 8 não tinham legitimidade para recorrer, deixando intacta a decisão do tribunal distrital.[229]

Direitos dos casamentos entre pessoas do mesmo sexo
- Christiansen v. Christiansen (2011): Em 6 de junho de 2011, o Supremo Tribunal do Wyoming concedeu o divórcio a duas mulheres que casaram no Canadá, mas declarou que essa decisão não se aplica a outros contextos fora do divórcio.[230]
- Port v. Cowan (2010-2012): O tribunal decidiu que Maryland deve reconhecer os casamentos válidos entre pessoas do mesmo sexo celebrados fora do Estado, com base na doutrina da cortesia, que exige o reconhecimento de casamentos realizados em outros Estados.[231]
- Garden State Equality v. Dow [en] (2011-2013): A decisão do tribunal superior estadual de Nova Jérsia considerou inconstitucional a recusa em permitir o casamento entre pessoas do mesmo sexo, alegando que a limitação violava as garantias do devido processo legal. O Supremo Tribunal de Nova Jérsia recusou-se a suspender a decisão, e os arguidos do Estado desistiram do recurso.[232]
- Griego v. Oliver (2013): O Supremo Tribunal do Novo México determinou que a Constituição do Estado exige a extensão dos direitos de casamento aos casais do mesmo sexo.[233]
- Kitchen v. Herbert (2013): O tribunal distrital dos EUA declarou inconstitucional a proibição do casamento entre pessoas do mesmo sexo no Utah. O Tribunal de Recurso do Décimo Circuito manteve a decisão em 25 de junho de 2014, e o Supremo Tribunal dos EUA negou a revisão em 6 de outubro.[234]
- Whitewood v. Wolf [en] (2014): Em 20 de maio de 2014, o juiz John E. Jones III declarou a proibição do casamento entre pessoas do mesmo sexo na Pensilvânia inconstitucional.[235]
- Geiger v. Kitzhaber [en] e Rummell v. Kitzhaber (2014): Em 19 de maio de 2014, o juiz Michael McShane [en] declarou inconstitucional a proibição do casamento entre pessoas do mesmo sexo no Oregon.[236][237]
- Bostic v. Schaefer (2014): Em 28 de julho de 2014, o Quarto Circuito, numa decisão por 2-1, confirmou a decisão de um tribunal distrital de declarar inconstitucional a recusa de direitos de casamento a casais do mesmo sexo na Virgínia. O Supremo Tribunal dos EUA negou a revisão em 6 de outubro.[238]
- Baskin v. Bogan [en] (Indiana) e Wolf v. Walker [en] (Wisconsin) (2014): O Sétimo Circuito consolidou estes casos e, em 4 de setembro de 2014, confirmou duas decisões de tribunais distritais que consideraram inconstitucionais as proibições ao casamento entre pessoas do mesmo sexo em Indiana e Wisconsin. O Supremo Tribunal dos EUA negou a revisão em 6 de outubro.[239][240]
- Bishop v. Smith (Oklahoma) (2014): Em 18 de julho de 2014, o Décimo Circuito confirmou a decisão do tribunal distrital que considerava inconstitucional a proibição do casamento entre pessoas do mesmo sexo em Oklahoma. O Supremo Tribunal negou a revisão em 6 de outubro.[241]
- Barrier v. Vasterling (Missouri) (2014): O juiz estadual J. Dale Youngs, em 3 de outubro de 2014, decidiu que a recusa do Missouri em reconhecer os casamentos entre pessoas do mesmo sexo celebrados em outras jurisdições violava o direito à igualdade de proteção garantido pelas constituições estadual e federal.[242]
- Caspar v. Snyder (Michigan) (2015): Em 15 de janeiro de 2015, o juiz distrital dos EUA, Mark A. Goldsmith, decidiu que o Estado deveria reconhecer a validade dos "casamentos de janela" celebrados entre 21 e 22 de março de 2014, antes de uma decisão do Tribunal de Recurso do Sexto Circuito que suspendeu a decisão do tribunal distrital no processo DeBoer v. Snyder. O Estado optou por não recorrer.[243]
- Obergefell v. Hodges (2013-2015): O Supremo Tribunal dos EUA decidiu, em 26 de junho de 2015, que as proibições estatais do casamento entre pessoas do mesmo sexo são inconstitucionais, com base na 14ª Emenda da Constituição dos EUA. Esta decisão anulou a decisão anterior do caso Baker v. Nelson e legalizou o casamento entre pessoas do mesmo sexo em todo o país.[244]

## Opinião pública

Grau de apoio público ao casamento entre pessoas do mesmo sexo por estado em 2023:
80–81%
70–79%
60–69%
50–59%
49% (suporte à pluralidade)

A evolução do apoio ao casamento entre pessoas do mesmo sexo nos Estados Unidos mostra uma mudança significativa ao longo das décadas, refletindo uma mudança nas atitudes sociais e culturais em relação a essa questão:
- Década de 1980 e 1990: O apoio ao casamento entre pessoas do mesmo sexo começou a ser sondado mais regularmente. Entre 1988 e 2009, o apoio aumentava em cerca de 1% a 1,5% por ano. No entanto, o apoio ainda era modesto durante este período.[246]
- Década de 2010: A mudança foi mais pronunciada. O apoio ao casamento entre pessoas do mesmo sexo aumentou mais rapidamente. A Gallup, uma das principais empresas de pesquisa de opinião, concluiu que o apoio público atingiu 50% em maio de 2011, 60% em maio de 2015 e 70% em maio de 2021.[14][15][247]
- Pew Research Center: Seguiu tendências semelhantes. O apoio foi de 40% em 2010, 50% em 2013 e 61% em 2019, mostrando um crescimento substancial ao longo dos anos.[248]
- Faixa Etária: O apoio foi particularmente forte entre os jovens. Em 2016, 83% dos americanos com idades entre 18 e 29 anos apoiavam o casamento entre pessoas do mesmo sexo, refletindo uma tendência de maior aceitação entre as gerações mais jovens.[249]
- Geografia e apoio por estado: Em 2024, o apoio ao casamento entre pessoas do mesmo sexo era majoritário em 47 estados. O apoio variava entre os estados, de 49% no Arkansas a 81% em Massachusetts.[21]
- Aceitação Familiar (2018): 60% dos americanos afirmaram que não se importariam se o seu filho casasse com alguém do mesmo sexo, refletindo uma maior aceitação da comunidade LGBT+ em termos de relacionamentos familiares.[250]

Durante os anos seguintes, o apoio ao casamento entre pessoas do mesmo sexo manteve-se estável, com 63% a 67% dos americanos a indicarem que o casamento entre pessoas do mesmo sexo deveria ser legalmente reconhecido. Em 2022, esse apoio atingiu 71%, um novo recorde. No entanto, uma sondagem Gallup de 2024 revelou uma leve diminuição, com 69% dos americanos a apoiarem o casamento entre pessoas do mesmo sexo (83% dos democratas, 74% dos independentes e 46% dos republicanos), enquanto 29% se opunham. Em setembro de 2022, uma sondagem nacional indicou que 74% dos americanos consideravam que o casamento entre pessoas do mesmo sexo deveria ser um direito garantido por lei. Apenas 13% consideravam que deveria ser deixado ao critério dos representantes eleitos, e outros 13% estavam incertos.